# Sandomierz
Sandomierzⓘ é uma cidade localizada no sudeste da Polônia. Pertence à voivodia de Santa Cruz, no condado de Sandomierz, localizada às margens do rio Vístula, sobre sete colinas (por isso, às vezes é chamada de “pequena Roma”). Sandomierz está situada na planície do Vístula e se estende do planalto de Sandomierz até a planície de Tarnobrzeg. A maioria do território, incluindo o centro histórico, declarado monumento histórico em 2017, está localizada na margem esquerda do rio Vístula, enquanto a parte industrial, conhecida como Nadbrzezie, fica na margem direita, na bacia de Sandomierz, na fronteira com Tarnobrzeg.
Estende-se por uma área de 28,7 km², com 21 114 habitantes, segundo o censo de 31 de dezembro de 2024, com uma densidade populacional de 736 hab./km².
As seguintes trilhas turísticas passam pela cidade: a Cisterciense, os Caminhos de Santiago, a Via Jaguelônica, a Arquitetura de Madeira e a Trilha Oriental de Ciclismo Green Velo.
Historicamente localizada na Pequena Polônia, é a principal cidade da antiga Terra de Sandomierz, depois voivodia de Sandomierz. Foi uma cidade real no condado de Sandomierz da voivodia de Sandomierz na segunda metade do século XVI. Durante a época da República das Duas Nações, Sandomierz abrigou o escritório do caixa dos administradores de impostos da Pequena Polônia. Sandomierz recebeu o direito de armazenamento em 1286.

## Toponímia
Há várias teorias sobre a origem do nome da cidade. A teoria provável, no entanto, é que o nome da cidade vem do antigo nome polonês Sędomir, difundido em toda a Eslavônia (cf. Sudomir tcheco, ruteno e servo-croata).
A localidade como uma das principais sedes do Reino da Polônia, na forma latinizada do polonês antigo Sandomir, no trecho “Bolezlavus vero (...) in Wratislaw et Cracovia et in Sandomir sedes regni principales”, é registrada por Galo Anônimo na Crônica Polonesa escrita entre 1112 e 1116.

## História

Sandomierz em uma gravura de uma obra de Georg Braun e Frans Hogenberg de 1617

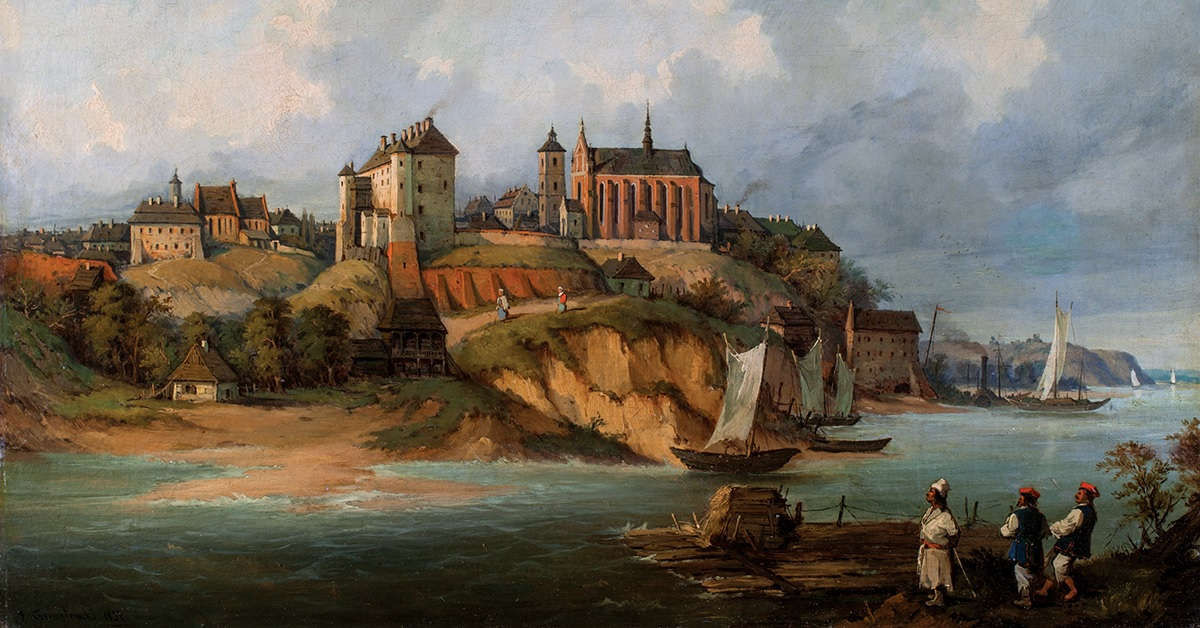
Józef Szermentowski, Vista de Sandomierz a partir do rio Vístula, óleo de 1855

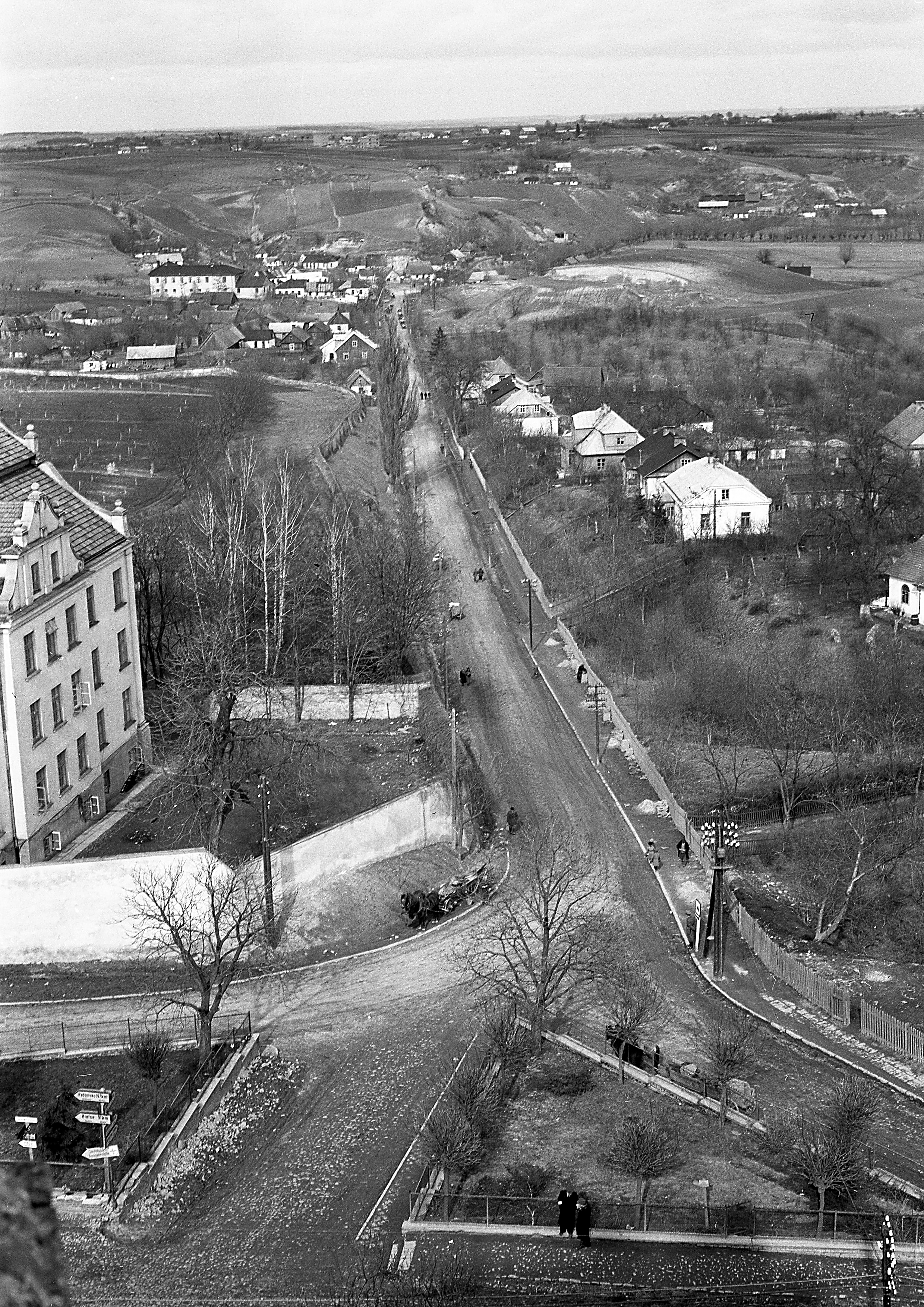
Vista da cidade do alto do Portão Opatowska em 1940

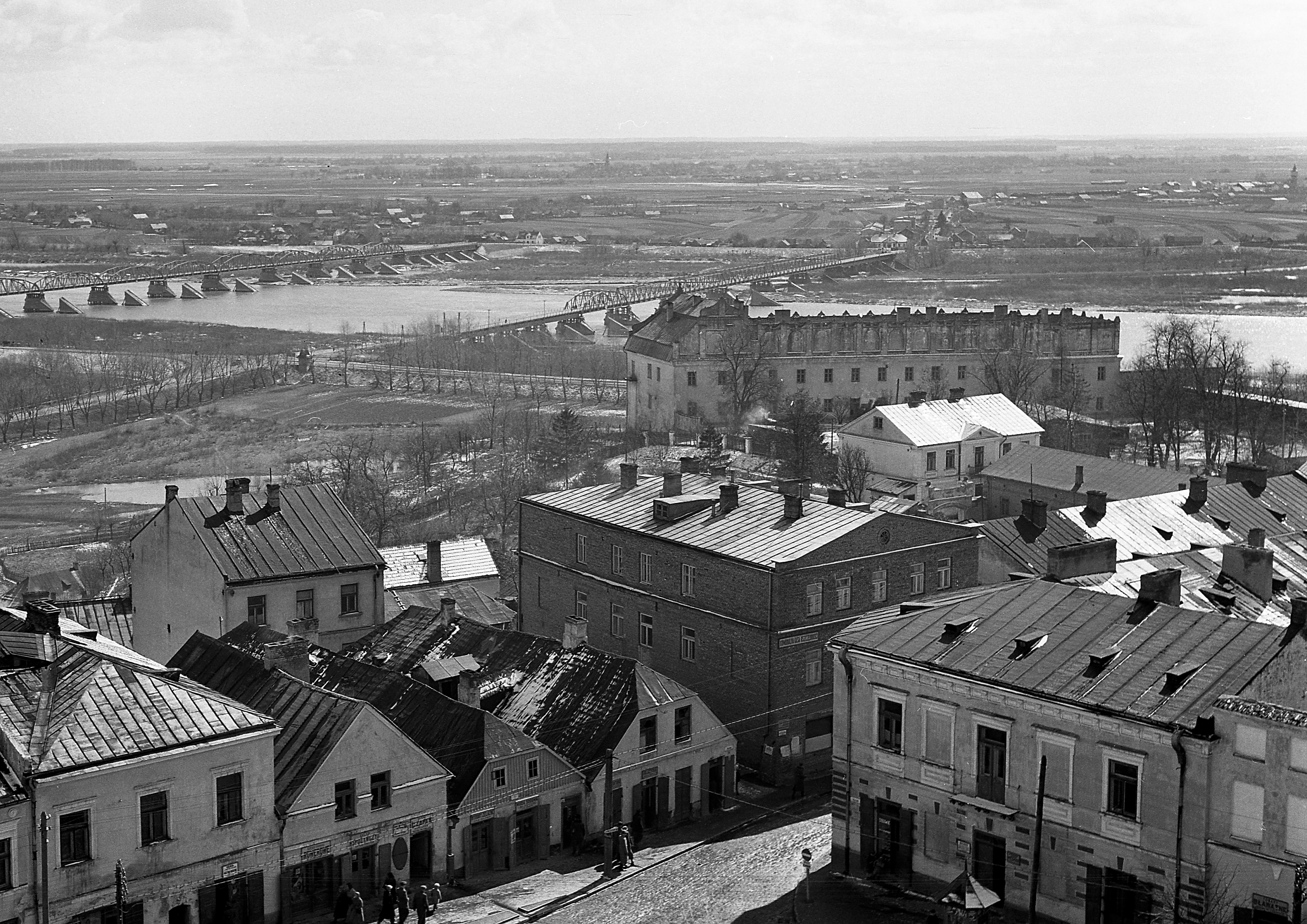
A cidade vista do alto da Prefeitura em 1940

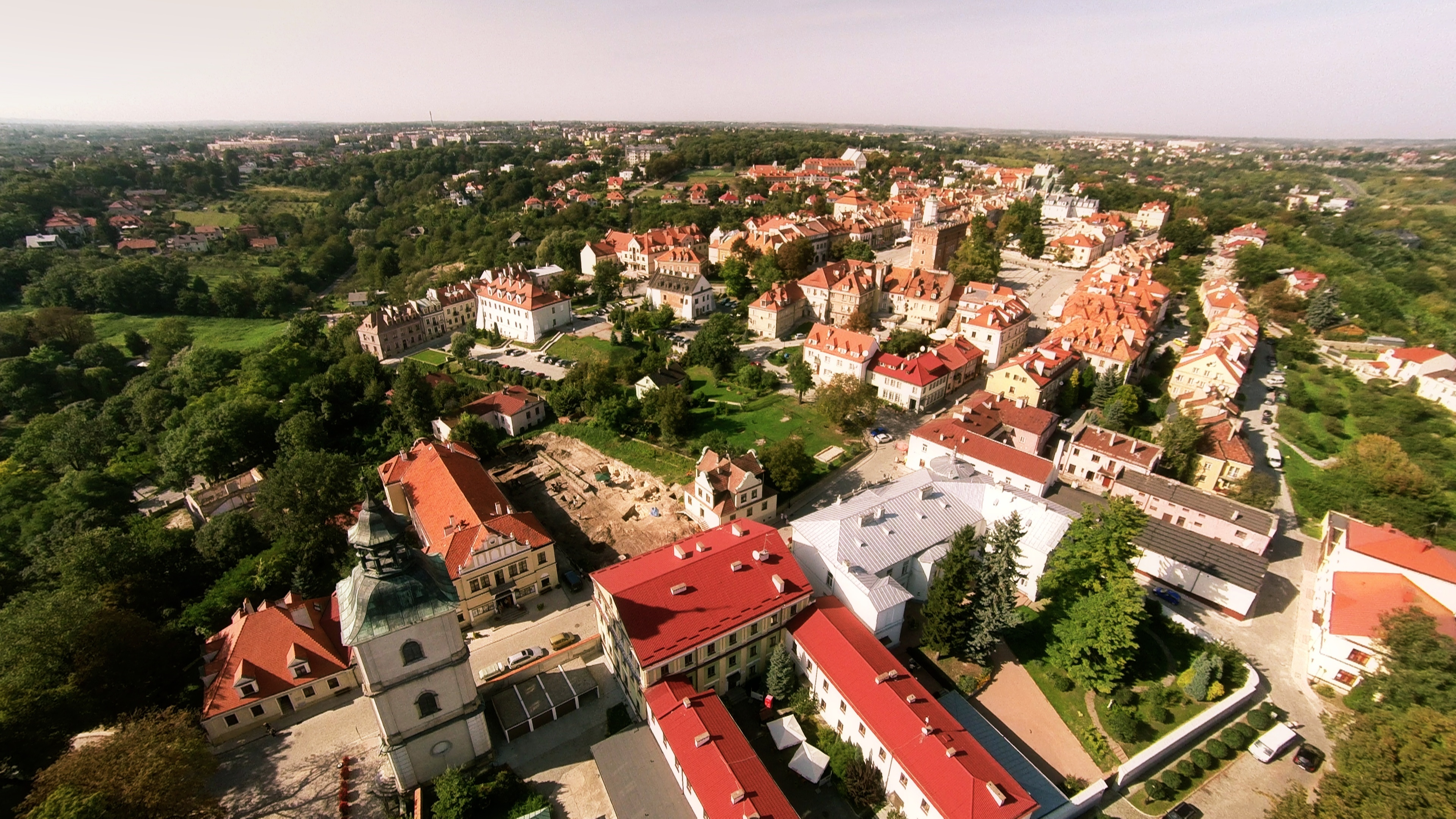
Vista aérea da Cidade Velha

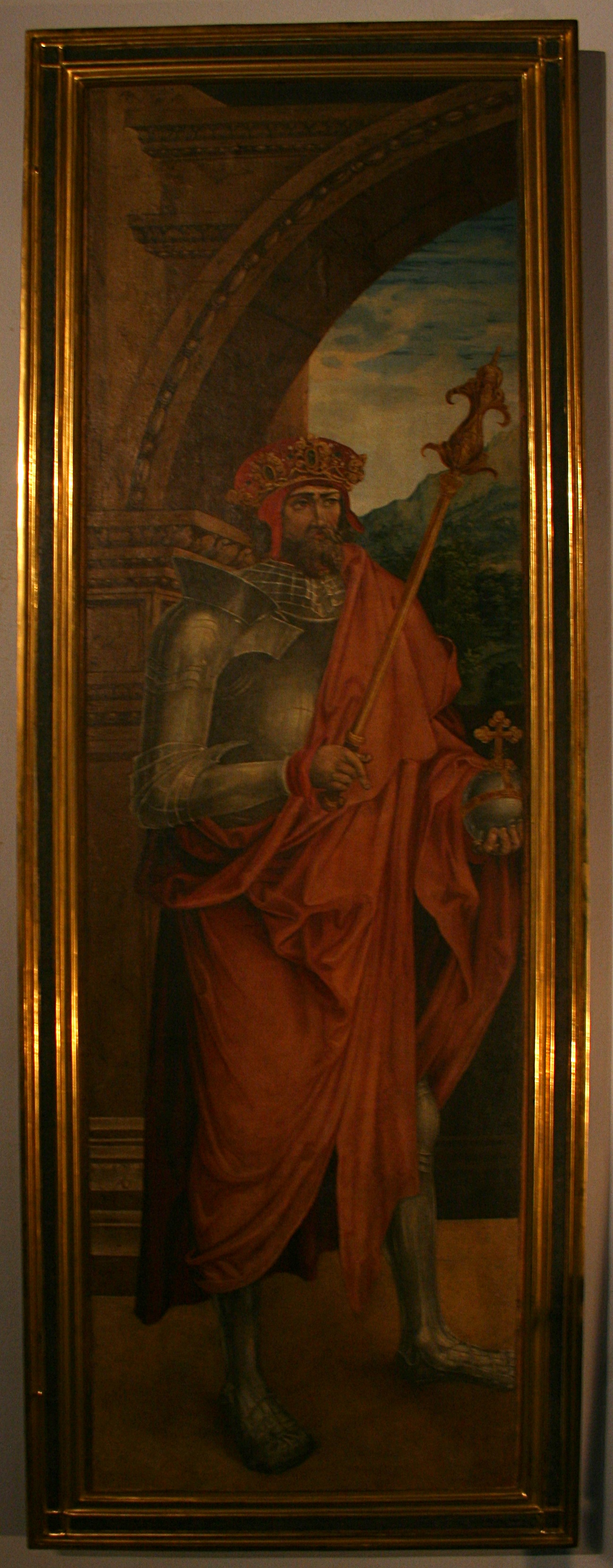
Retrato de Władysław Jagiełło do século XVI, a pintura encontrada está no Museu Diocesano de Sandomierz

Os vestígios do primeiro assentamento na área, encontrados em escavações arqueológicas, datam do período Neolítico. Assentamento — no século X, na área da colina do castelo, a partir do século XI, um castelo, uma sede ducal e uma cidade provincial. Os vasos de cerâmica do século XI, descobertos durante as escavações arqueológicas, são caracterizados pela semelhança com as técnicas e os padrões dos produtos da Grande Polônia. Em contraste com a cerâmica desenterrada em Zawichost, a 17 km de distância, o estilo corresponde às técnicas rutenas e varegues.
Ao lado da Casa Długosz em Sandomierz, um edifício do século XV de padres missionários fundado por Jan Długosz, construída mais tarde, um segundo castro foi fundado na vizinhança, o que deu origem à cidade. Graças à sua localização no rio Vístula, no ponto de passagem da rota comercial da Europa Ocidental para a Rússia de Kiev, Sandomierz cresceu rapidamente em importância.
Boleslaus vero, in Wratislaw, et in Cracovia, et in Sandomir, sedes regni principales obtinuat.— Galo Anônimo, Crônica Polonesa vol. II, pp 7–8
Na época de Bolesław, o Bravo, a cidade desempenhou um papel importante. Na Polônia medieval, ao lado de Breslávia e Cracóvia, foi contada por Galo Anônimo entre as três principais sedes do reino polonês.
No período da divisão da Polônia, foi a capital do Ducado de Sandomierz e, por cerca de 700 anos, também foi uma cidade provincial (primeiro governador provincial Pakosław, nascido em 1182, morto em 1203). O primeiro governante (no período de 1146 a 1166) foi Henryk Sandomierski, filho de Boleslau III. A primeira iniciativa de fundação sob a lei alemã relativa a Sandomierz ocorreu antes de 1243. A cidade foi conquistada pelos tártaros em 1241 e em 1259 (durante o reinado de Piotr de Krępa, conforme mencionado nas Canções de um habitante de Sandomierz, duas letras de canções polonesas escritas no século XV). Por instigação de Vasilek Romanovich, a cidade se rendeu aos tártaros de Boroldai em 1260. Após ser destruída durante as invasões tártaras, foi realocada em 1286 por Leszek, o Negro.
Desde o final do século XIV até as partições da Polônia, Sandomierz foi o local dos tribunais da nobreza de primeira instância: tribunais de terras e municipais.
Novamente, o comércio desempenhou um papel importante no desenvolvimento da cidade no século XV (Sandomierz ficava na rota da estrada do Vístula, ligada ao comércio de cereais). Os séculos XV a XVII foram um período de visitas frequentes da corte e do rei a Sandomierz e de convenções da nobreza. De 1437 a 1441, a imperatriz Bárbara de Celje, viúva do imperador Sigismundo de Luxemburgo, exilada da Hungria por seu genro Alberto II da Germânia, ficou em Sandomierz. A cidade foi frequentada, entre outros, pelo rei Sigismundo II Augusto, convidado pelo starosta de Sandomierz e pelo Hetman da Grande Coroa, Jan Amor Tarnowski.
Em 1570, foi realizado um congresso de representantes dos movimentos da Reforma Protestante ativos na Polônia, resultando na assinatura da chamada Consentimento de Sandomierz — um acordo em defesa contra a Contrarreforma. No período das guerras suecas, a cidade caiu mais uma vez como resultado da destruição.
Em 1613, foi inaugurado o Colégio Jesuíta em Sandomierz. Em 1623. Jakub Bobola (morto em 1636) — camareiro de Sandomierz, primo provavelmente de Santo André Bobola, fundou uma congregação para 12 jovens nobres empobrecidos e legou 15 500 złoty em sua propriedade em Wilczyce. Em 1635, ele alocou seu sobrado, que ainda existe na Praça principal de Sandomierz, para abrigar os congressistas. Essa “Fundatio Boboliana” de 27 de julho de 1623 sobreviveu até a dissolução da ordem jesuíta.
Em 1865, após passar no exame de qualificação, Karolina Kraczkiewicz tornou-se a primeira professora leiga em Sandomierz.
Durante o período das partilhas, Sandomierz tornou-se uma cidade fronteiriça entre a Polônia do Congresso e a Galícia e perdeu sua importância administrativa e econômica. Além disso, foi severamente danificada pela Primeira Guerra Mundial. Depois que a Polônia recuperou sua independência, a cidade saiu da estagnação e começou a se desenvolver rapidamente. Segundo os planos de Eugeniusz Kwiatkowski de 1935, a cidade deveria se tornar a capital do Distrito Industrial Central, com mais de 100 mil habitantes. Em 1939, ela se tornaria a capital de uma nova voivodia, a voivodia de Sandomierz. Esses planos foram frustrados pela Segunda Guerra Mundial.
Em junho de 1942, os alemães criaram um gueto para a população judaica em Sandomierz. Ele também abrigava judeus das cidades vizinhas, incluindo 300 pessoas de Kurozwêki. Em setembro de 1942, o gueto abrigava aproximadamente 5 200 pessoas. Ele foi liquidado em outubro de 1942, quando cerca de mil judeus foram fuzilados no local e o restante foi transportado para o campo de extermínio em Bełżec.
As tropas soviéticas entraram em Sandomierz em 18 de agosto de 1944, lutando para estabelecer uma cabeça de ponte conhecida como Baranów-Sandomierz. Em outubro do mesmo ano, a cidade se tornou a sede do Conselho Nacional Provincial de Kielce e do Escritório Provincial de Segurança Pública. Sandomierz não sofreu nenhum dano durante a guerra.
Durante o período comunista, um monumento a Vasyl Skopenko foi erguido em Sandomierz junto ao Portão Opatowska. Em 1990, por decisão do prefeito Tomasz Panfil, ele foi transferido para o cemitério de guerra do Exército Vermelho. No mesmo período, o Monumento de Gratidão ao Exército Vermelho na cidade foi desmontado. Essas foram as primeiras ações na Polônia para descomunizar o espaço público.
Em 1956, foi criado o Museu Distrital de Sandomierz, cuja primeira sede foi o sobrado de Oleśnicki; desde 1986, o museu está localizado no Castelo de Sandomierz. De 1975 a 1998, a cidade esteve na voivodia de Tarnobrzeg. Desde 1999, é uma cidade de condado na voivodia de Santa Cruz.

Cartões-postais
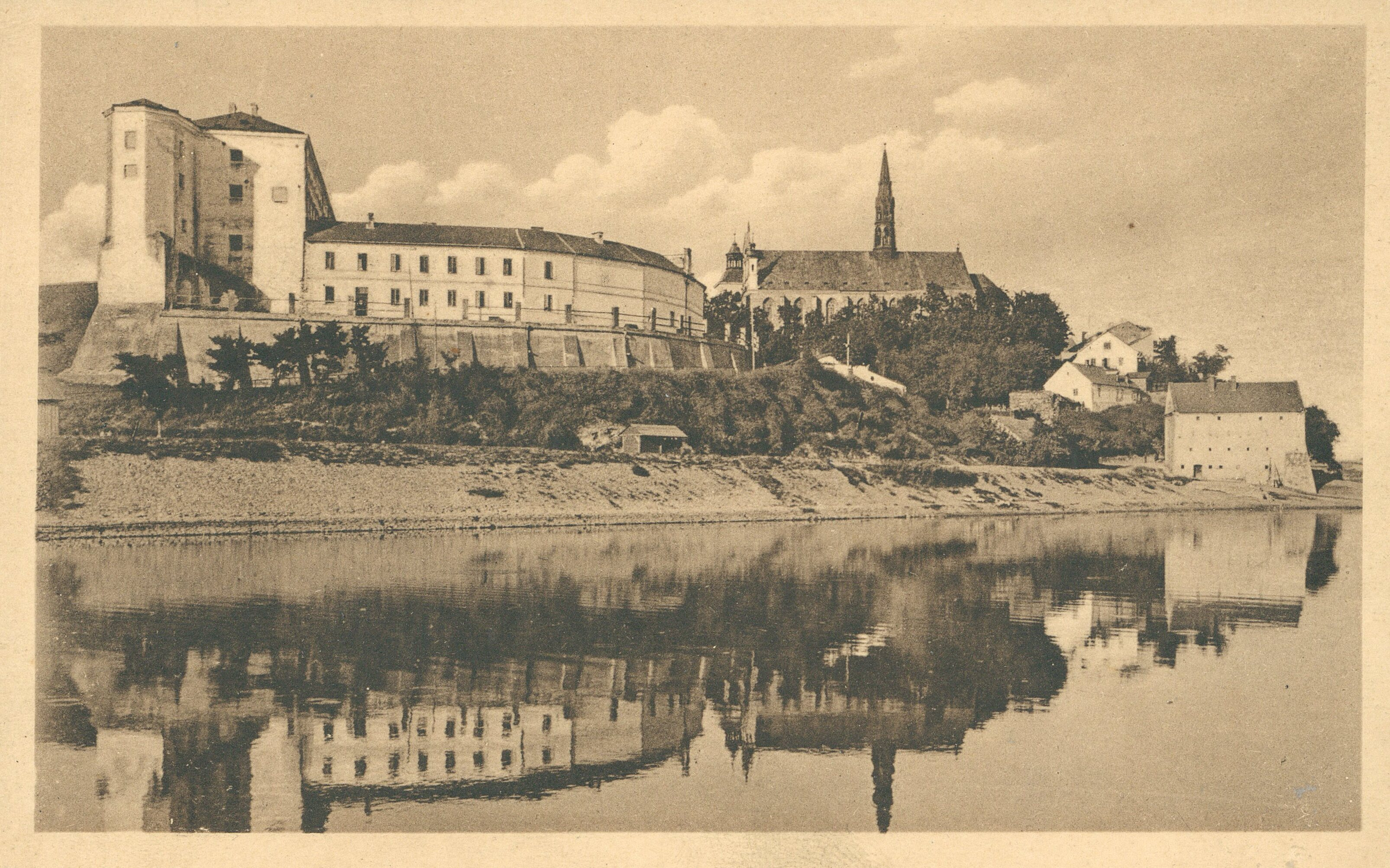
Vista do castelo e da catedral 1906–1930
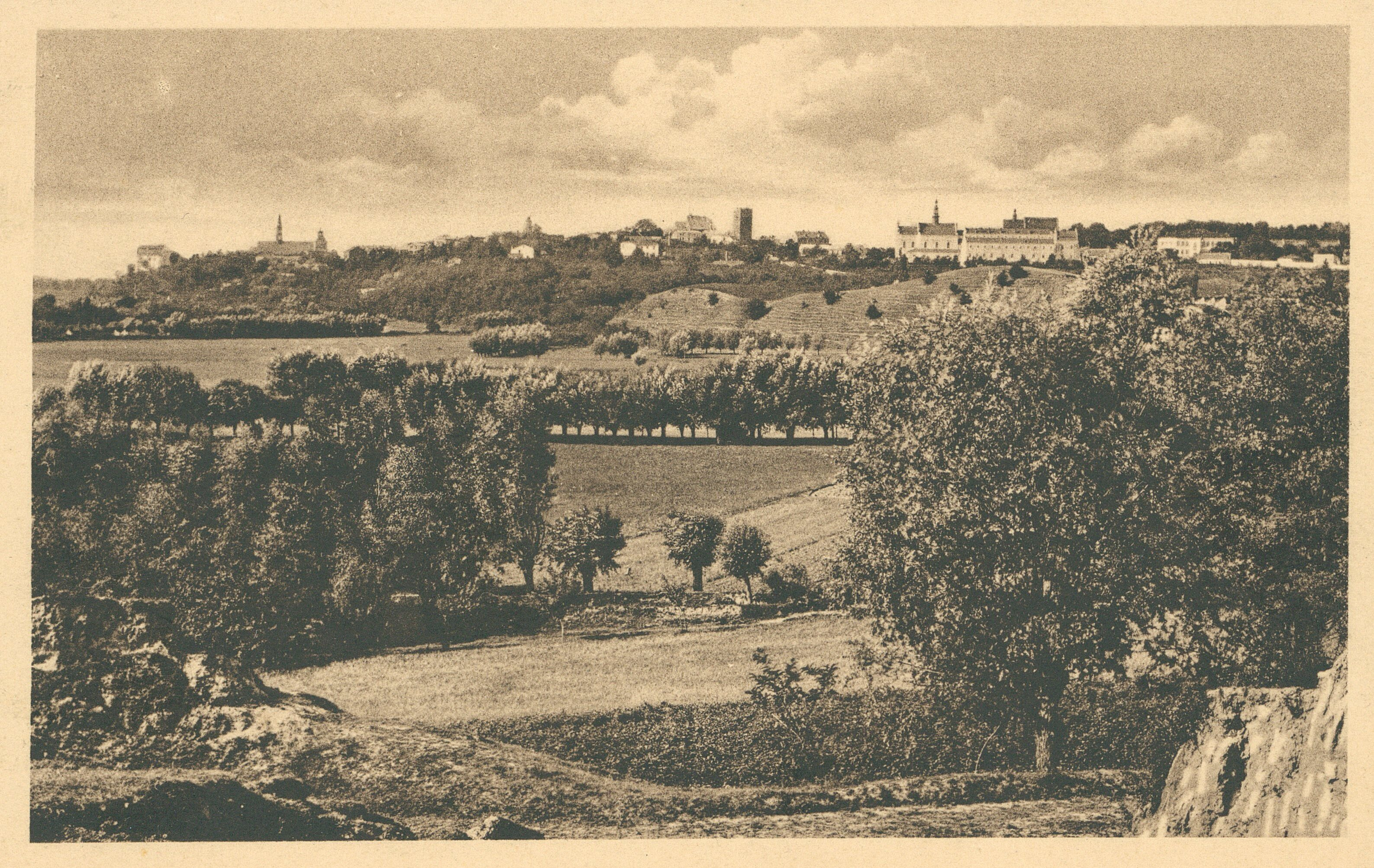
Vista geral do norte da cidade 1906–1930
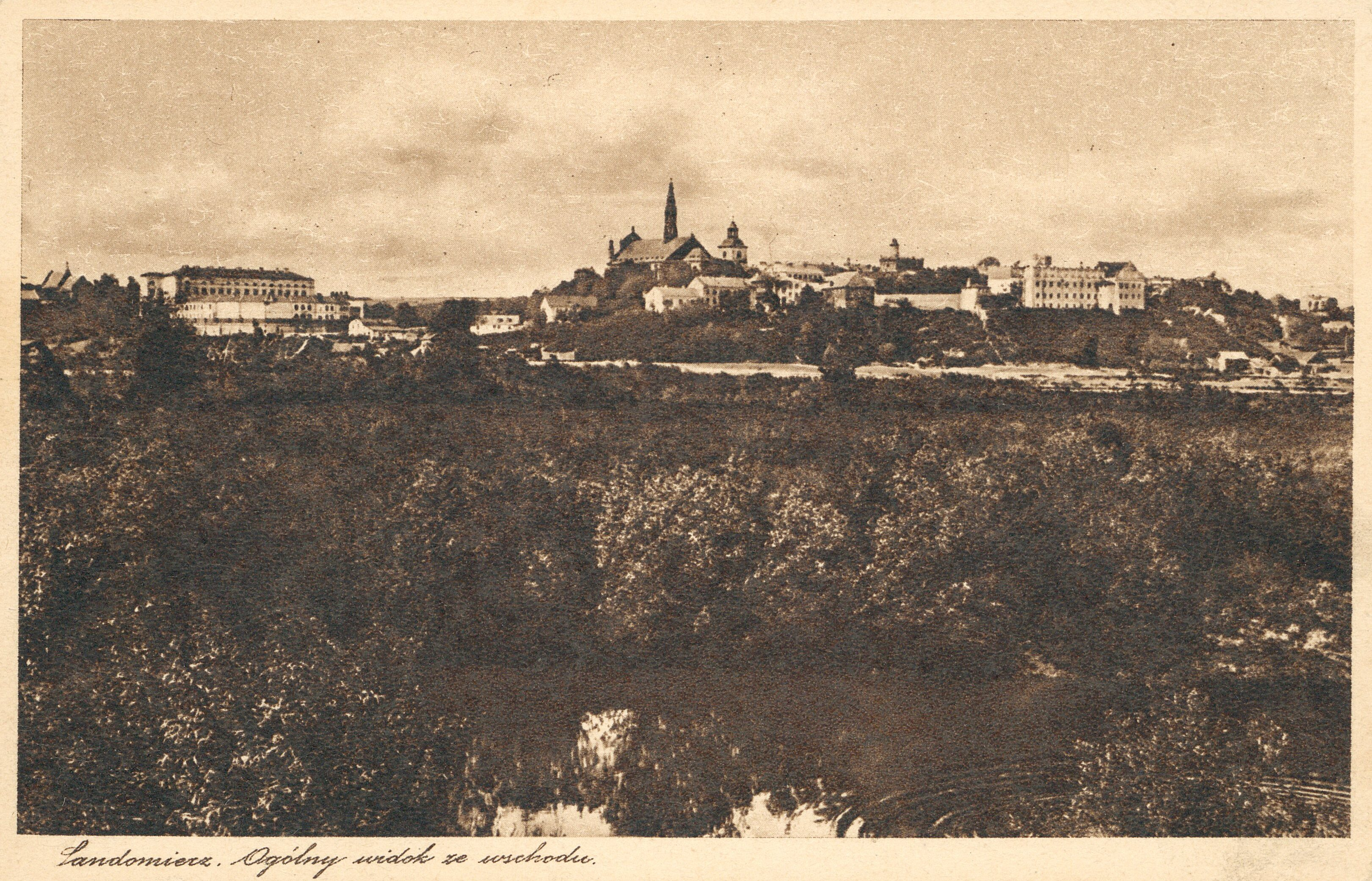
Vista geral do leste da cidade 1906–1930
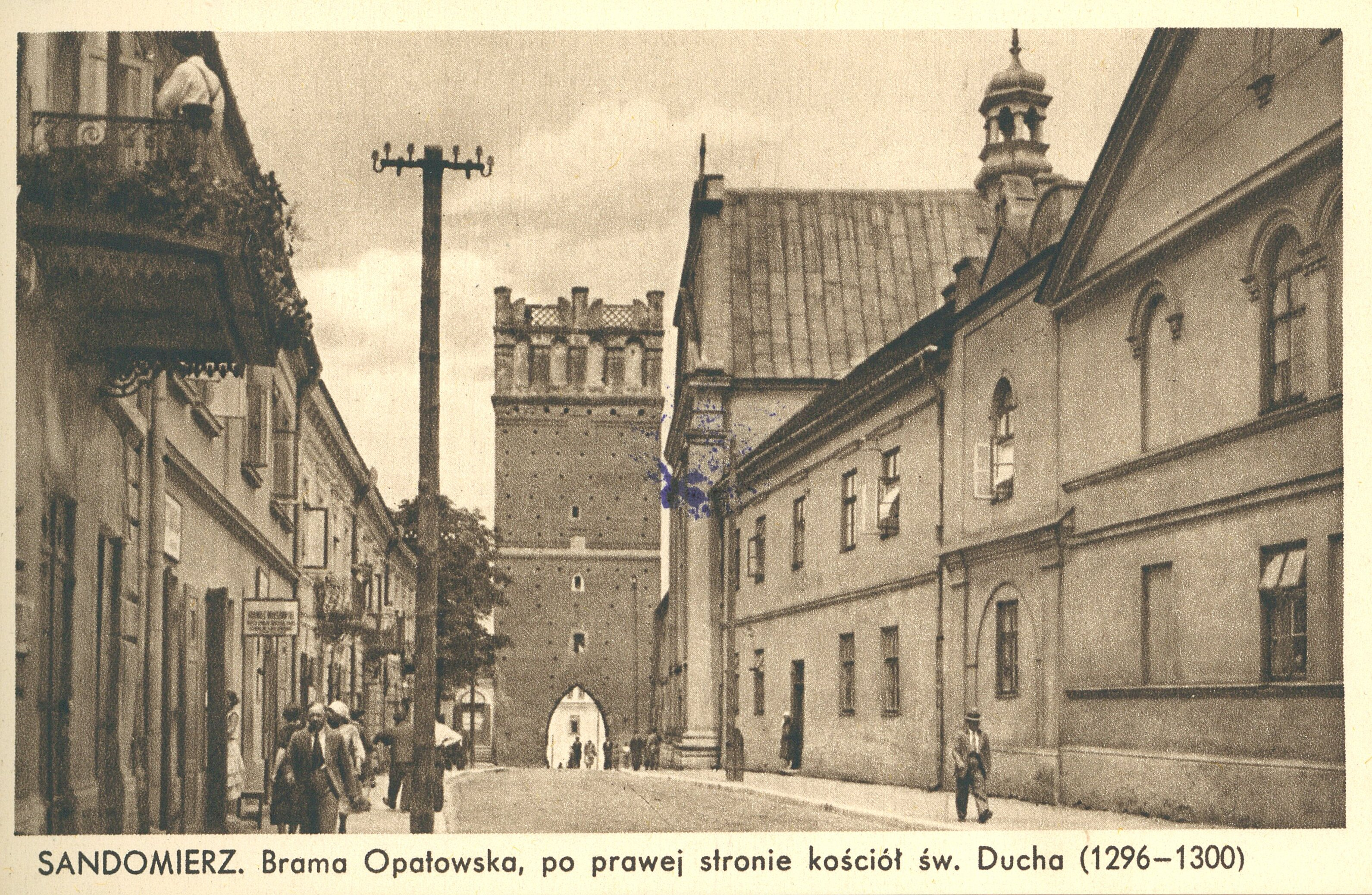
Portão Opatowska, igreja do Espírito Santo 1930–1939
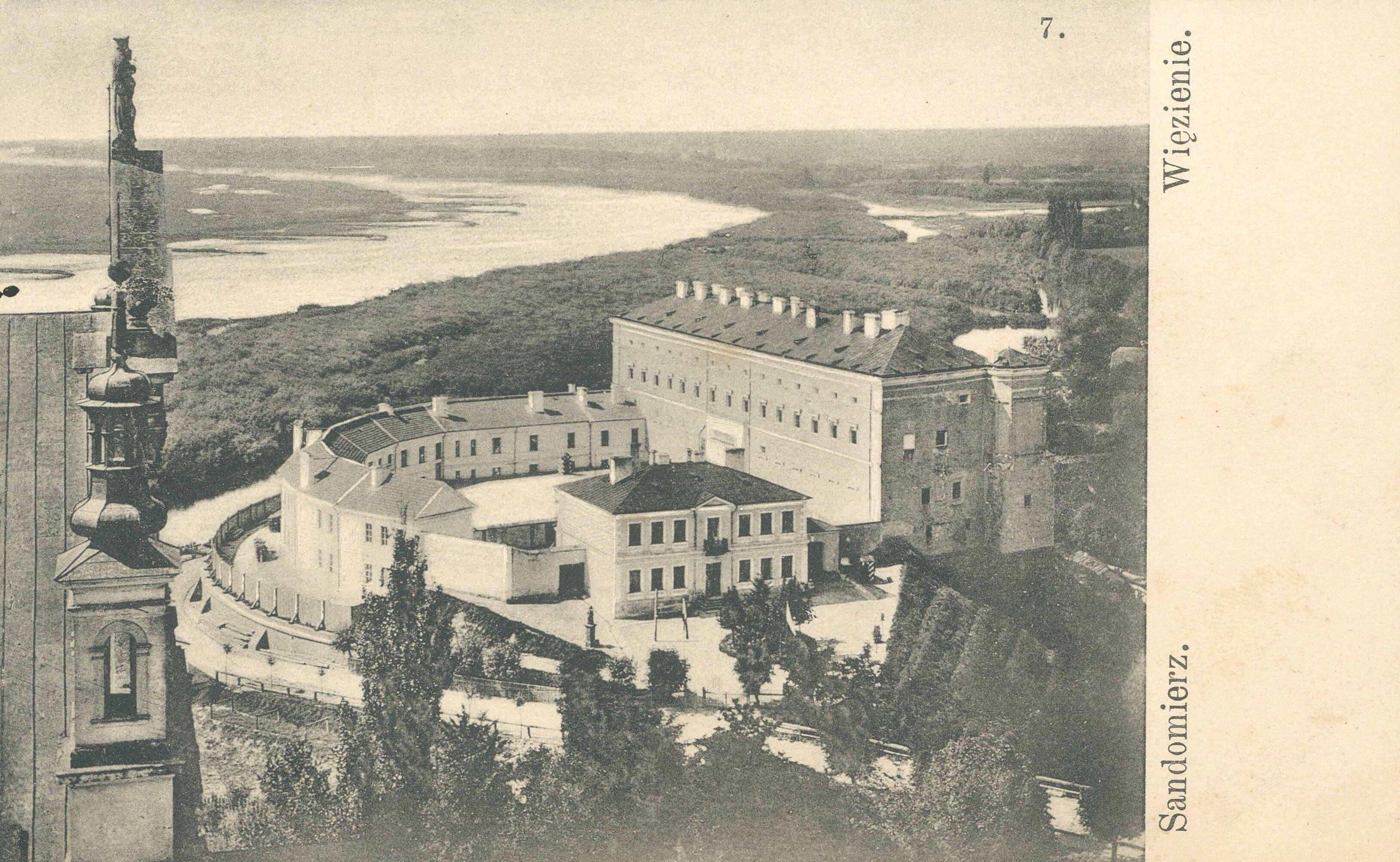
Prisão após 1906
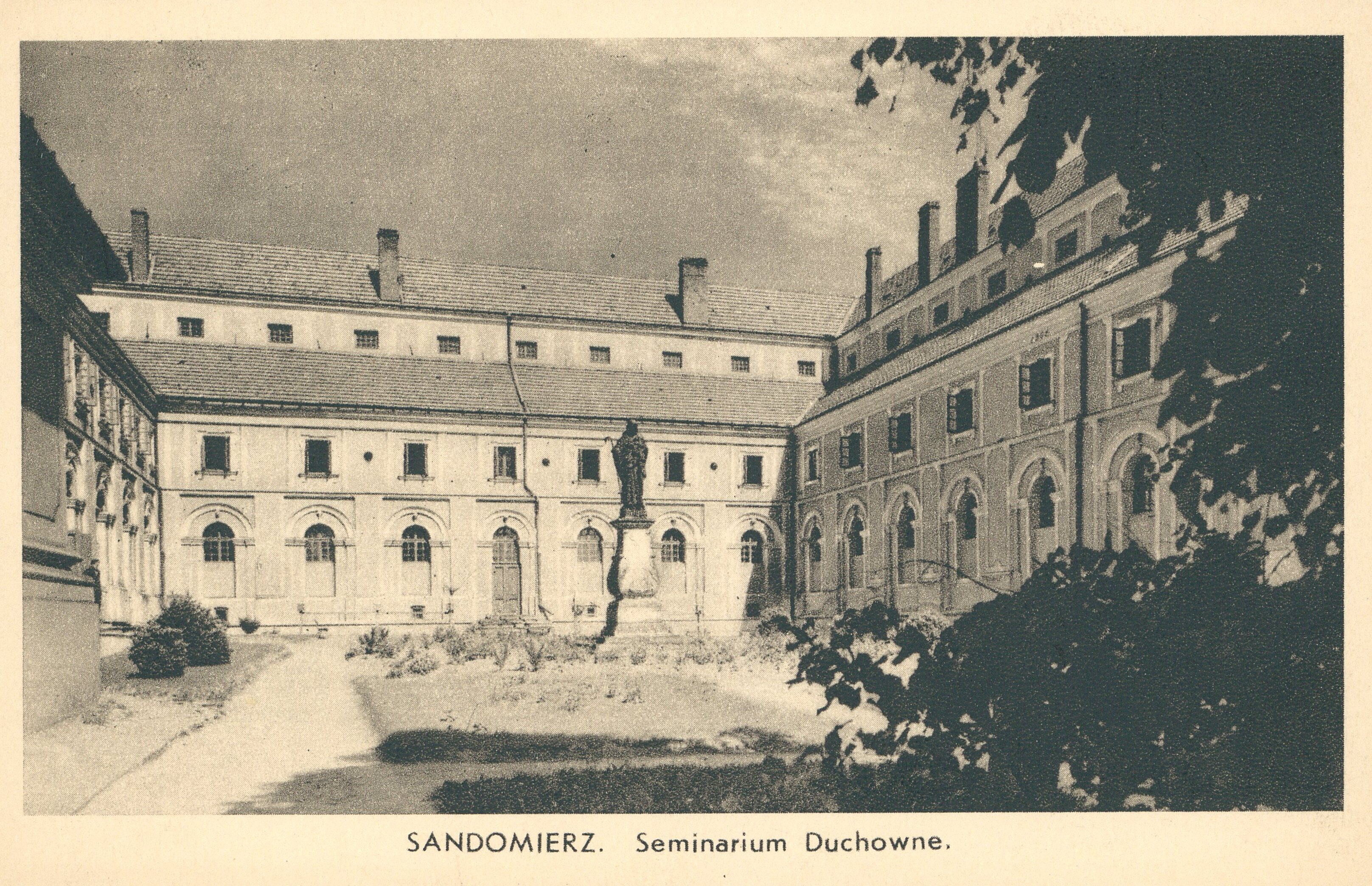
Seminário Teológico 1918–1939
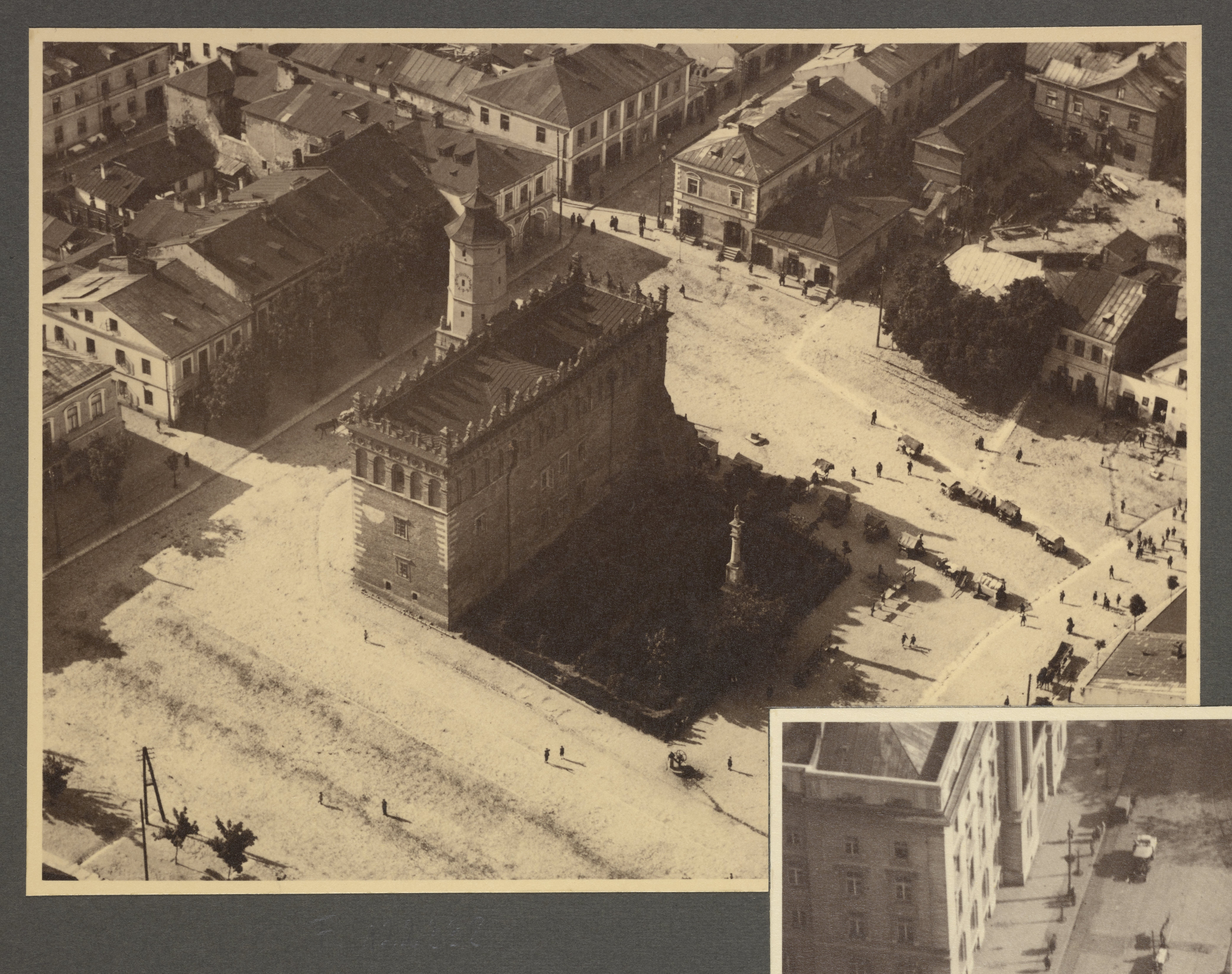
Prefeitura, 1930
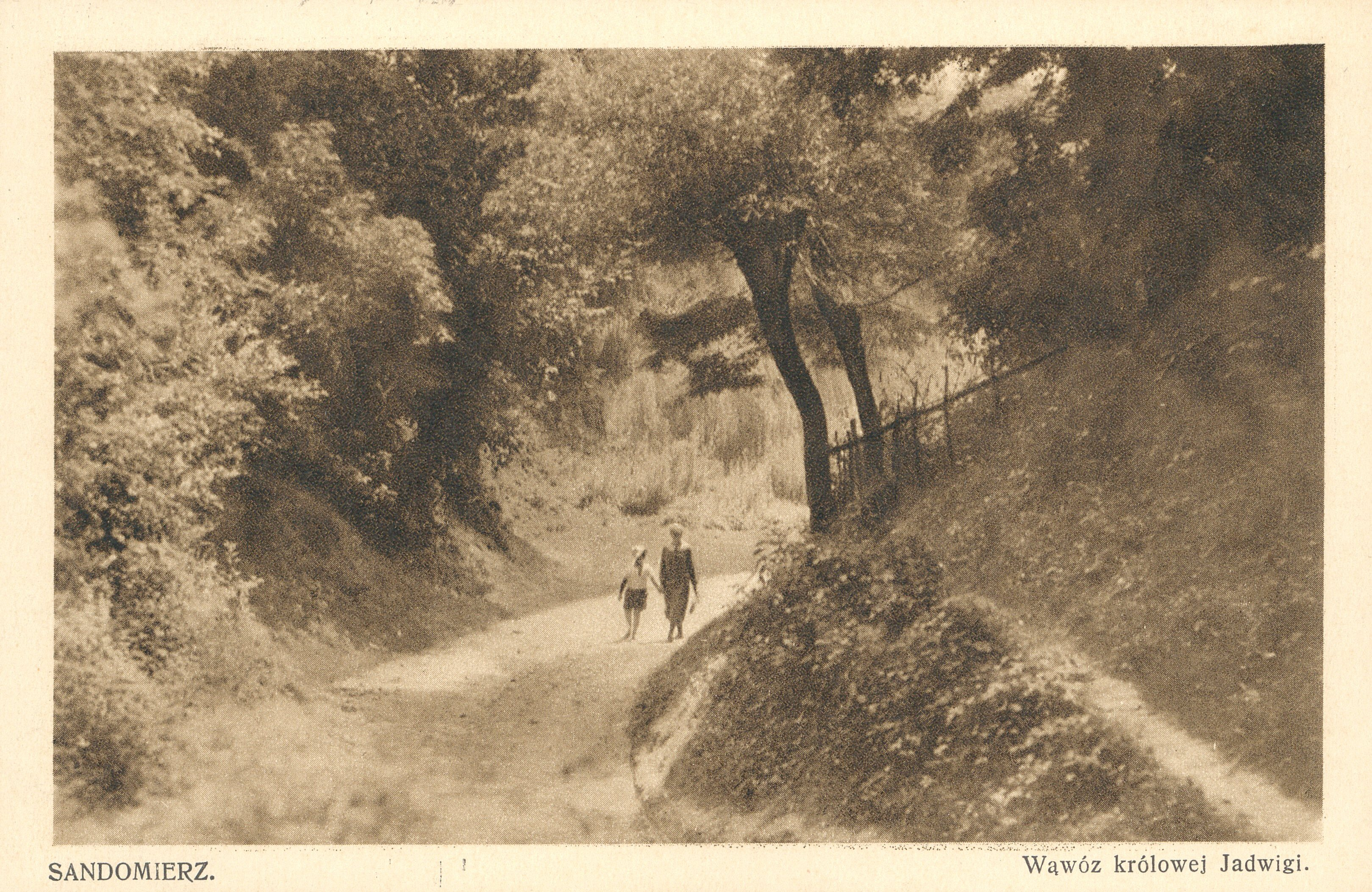
Ravina da Rainha Edwiges, 1936

## Meio ambiente

### Clima
Conforme a classificação climática de Köppen-Geiger, Sandomierz situa-se na zona Cfb − clima temperado oceânico. A temperatura média anual em Sandomir é 9.3 °C. Julho é o mês mais quente do ano. A temperatura média em julho é de 20,2°C. Janeiro com temperatura média de -2,1 °C tem a temperatura média mais baixa do ano. A precipitação média anual é de 730 mm. O mês mais seco é fevereiro, com 41 mm de chuva. A maior parte das chuvas ocorre em julho, com média de 97 mm. O menor valor de umidade relativa é medido em abril (67,53%). A umidade relativa é mais alta em novembro (83,64%). Em média, os dias menos chuvosos ocorrem em outubro (9,17 dias). O mês com dias mais chuvosos é julho (13,43 dias).
| Dados climatológicos para Sandomierz | Dados climatológicos para Sandomierz | Dados climatológicos para Sandomierz | Dados climatológicos para Sandomierz | Dados climatológicos para Sandomierz | Dados climatológicos para Sandomierz | Dados climatológicos para Sandomierz | Dados climatológicos para Sandomierz | Dados climatológicos para Sandomierz | Dados climatológicos para Sandomierz | Dados climatológicos para Sandomierz | Dados climatológicos para Sandomierz | Dados climatológicos para Sandomierz | Dados climatológicos para Sandomierz |
| Mês | Jan                                  | Fev                                  | Mar                                  | Abr                                  | Mai                                  | Jun                                  | Jul                                  | Ago                                  | Set                                  | Out                                  | Nov                                  | Dez                                  | Ano                                  |
| --- | ------------------------------------ | ------------------------------------ | ------------------------------------ | ------------------------------------ | ------------------------------------ | ------------------------------------ | ------------------------------------ | ------------------------------------ | ------------------------------------ | ------------------------------------ | ------------------------------------ | ------------------------------------ | ------------------------------------ |
| Temperatura máxima média (°C) | 0,3                                  | 2,2                                  | 7,4                                  | 14,3                                 | 19,1                                 | 22,3                                 | 24,5                                 | 24,1                                 | 18,9                                 | 13,0                                 | 7,4                                  | 2,4                                  | 13,0                                 |
| Temperatura média (°C) | −2,1                                 | −0,9                                 | 3,3                                  | 9,5                                  | 14,6                                 | 18,1                                 | 20,2                                 | 19,6                                 | 14,8                                 | 9,4                                  | 4,8                                  | 0,3                                  | 9,3                                  |
| Temperatura mínima média (°C) | −4,8                                 | −4,1                                 | −0,9                                 | 4,3                                  | 9,5                                  | 13,2                                 | 15,5                                 | 14,9                                 | 10,6                                 | 6,1                                  | 2,3                                  | −2,0                                 | 5,4                                  |
| Precipitação (mm) | 46                                   | 41                                   | 50                                   | 57                                   | 78                                   | 78                                   | 97                                   | 69                                   | 72                                   | 51                                   | 47                                   | 44                                   | 730                                  |
| Dias com precipitação | 8                                    | 8                                    | 9                                    | 9                                    | 9                                    | 9                                    | 10                                   | 8                                    | 8                                    | 7                                    | 7                                    | 8                                    | 100                                  |
| Umidade relativa (%) | 83                                   | 81                                   | 75                                   | 68                                   | 68                                   | 68                                   | 69                                   | 68                                   | 73                                   | 78                                   | 84                                   | 83                                   | 74,8                                 |
| Dias de sol | 28                                   | 36                                   | 56                                   | 88                                   | 101                                  | 111                                  | 111                                  | 103                                  | 74                                   | 52                                   | 36                                   | 27                                   | 823                                  |
| Fonte: Climate-Data.org Dados: 1991−2021: temperatura mínima (°C), temperatura máxima (°C), precipitação (mm), umidade, dias chuvosos. Dados: 1999−2019: horas de sol |                                      |                                      |                                      |                                      |                                      |                                      |                                      |                                      |                                      |                                      |                                      |                                      |                                      |

### Estrutura da área
Sandomierz cobre uma área de 28,7 km² (2023), incluindo:
- Terras agrícolas: 64%
- Terras florestais: 0%

A cidade representa 4,35% da área do condado.

## Demografia
Conforme os dados do Escritório Central de Estatística da Polônia (GUS) de 31 de dezembro de 2024, Sandomierz é uma cidade pequena com uma população de 21 114 habitantes (5.º lugar na voivodia de Santa Cruz e 199.º na Polônia), tem uma área de 28,7 km² (7.º lugar na voivodia de Santa Cruz e 194.º lugar na Polônia) e uma densidade populacional de 736 hab./km² (9.º lugar na voivodia de Santa Cruz e 442.º lugar na Polônia). Entre 2002–2024, o número de habitantes diminuiu 17,1%.
Os habitantes de Sandomierz constituem cerca de 29,59% da população do condado de Sandomierz, constituindo 1,82% da população da voivodia de Santa Cruz.
| Descrição                         | Total      | Total    | Mulheres   | Mulheres | Homens     | Homens   |
| --------------------------------- | ---------- | -------- | ---------- | -------- | ---------- | -------- |
| unidade                           | habitantes | %        | habitantes | %        | habitantes | %        |
| população                         | 21 114     | 100      | 11 371     | 53,9     | 9 743      | 46,1     |
| área                              | 28,7 km²   | 28,7 km² | 28,7 km²   | 28,7 km² | 28,7 km²   | 28,7 km² |
| densidade populacional (hab./km²) | 736        | 736      | 396,7      | 396,7    | 339,3      | 339,3    |

## Educação

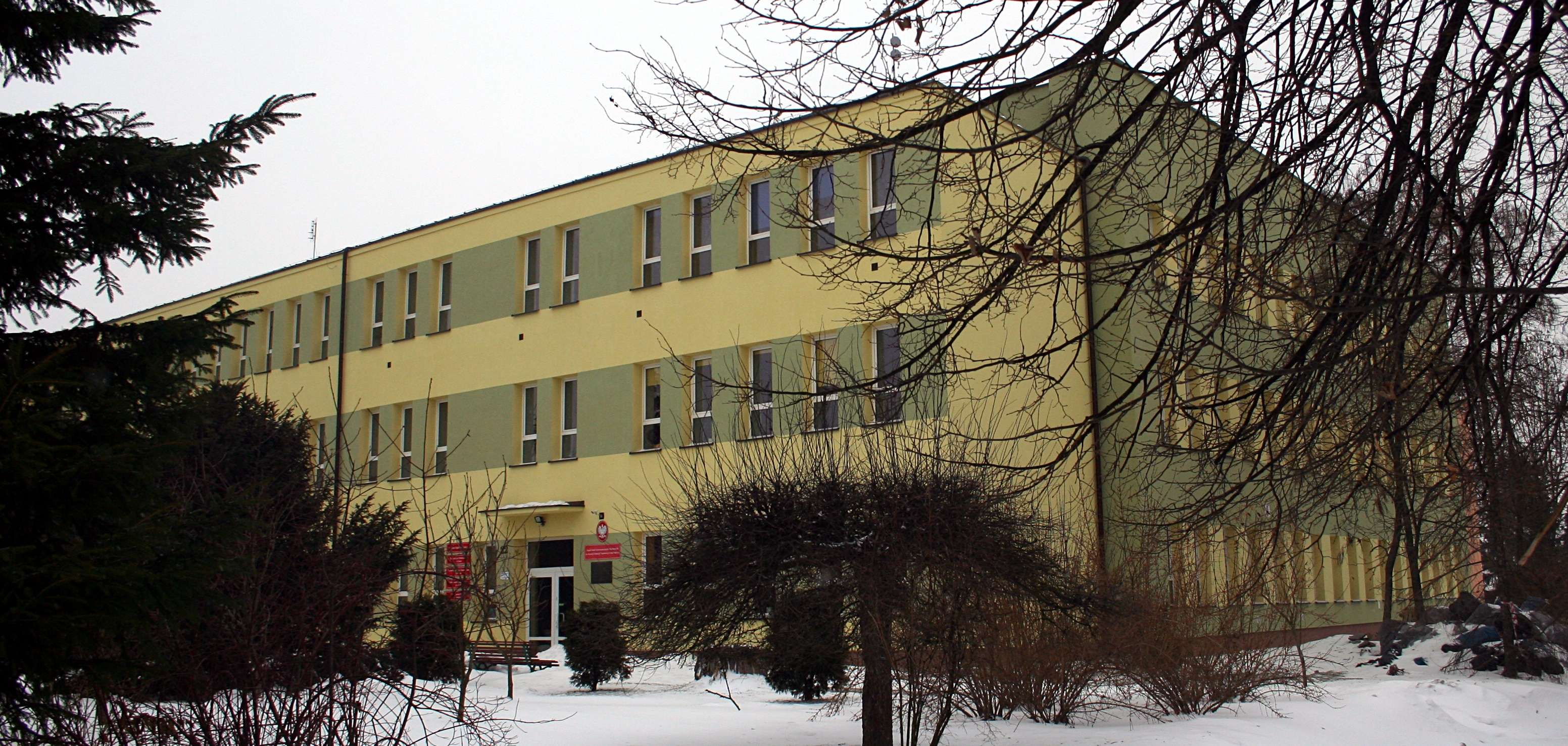
Complexo de Escolas de Gastronomia e Hotelaria Comissão Nacional de Educação (2010)

- Universidade de Humanidades e Ciências Studium Generale Sandomiriense[24]
- Universidade Jan Kochanowski em Kielce - Filial em Sandomierz[25]
- Faculdade de Professores de Línguas Estrangeiras em Sandomierz[26]
- Seminário Superior Teológico[27]
- Instituto Teológico Beato Wincenty Kadłubek[28]
- 4 escolas primárias, 3 escolas secundárias gerais, 4 complexos de escolas secundárias, 10 jardins de infância.

## Comunidades religiosas

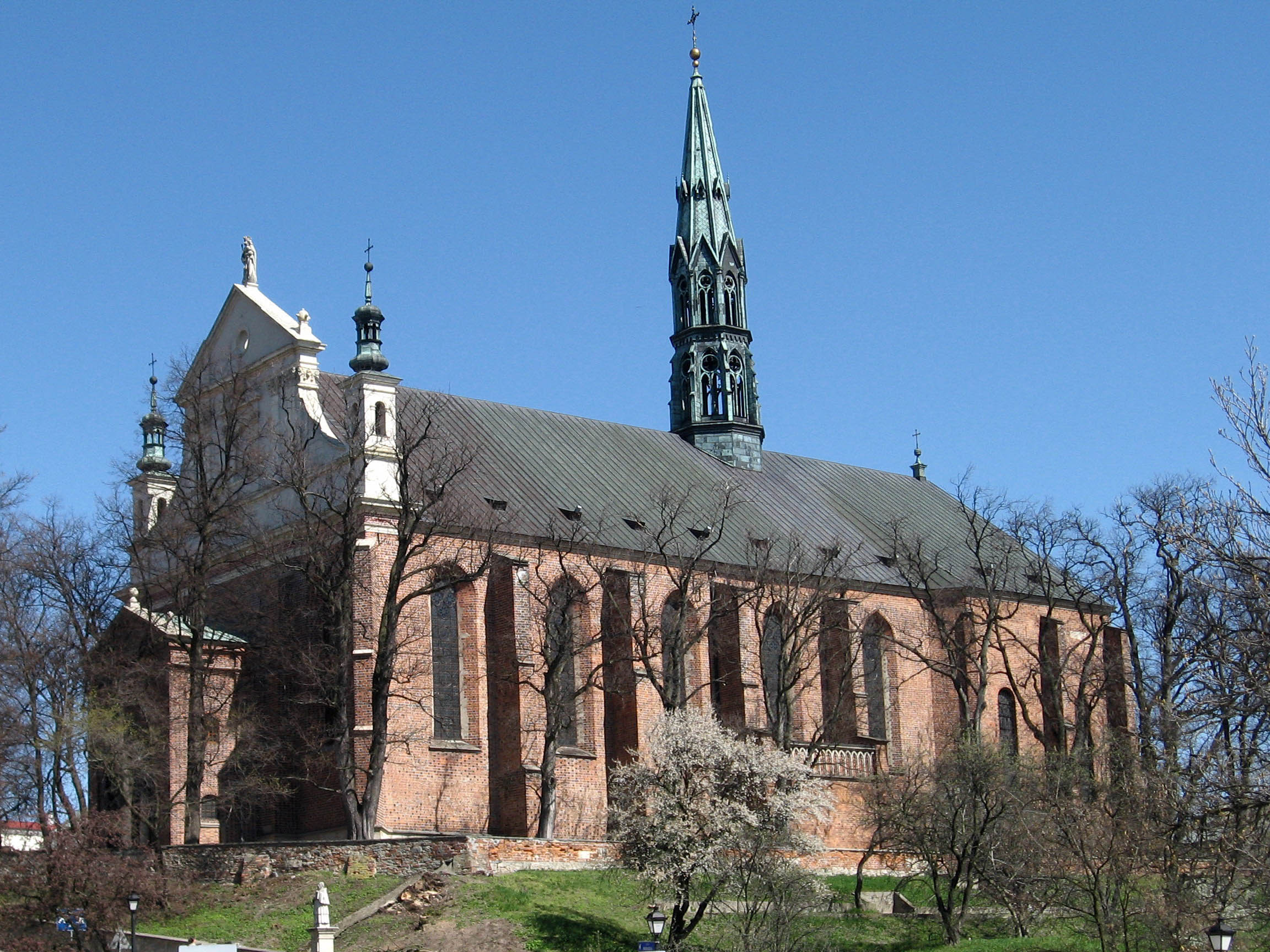
Catedral Basílica da Natividade da Bem-Aventurada Virgem Maria dos séculos XIV a XVII

As seguintes igrejas oferecem atividades pastorais na cidade:
Catolicismo
- Igreja Católica na Polônia, Sandomierz é a sede da Diocese de Sandomierz:
  - Paróquia de Cristo Rei, o Único Salvador do Mundo[29]
  - Paróquia de São José[29]
  - Paróquia de Nossa Senhora Rainha da Polônia e São João Câncio[29]
  - Paróquia da Catedral da Natividade da Bem-Aventurada Virgem Maria[29]
  - Paróquia da Conversão de São Paulo Apóstolo[29]
  - Paróquia da Elevação da Santa Cruz[29]

Igreja Ortodoxa
- Paróquia dos Santos Cirilo e Metódio (erigida em 24 de junho de 2013); pertence ao decanato de Lublin da Diocese de Lublin-Chełm da Igreja Ortodoxa Autocéfala Polonesa.[30]

Protestantismo
- Igreja de Cristo na República da Polônia:
  - Comunidade Cristã em Sandomierz[31]
- Igreja Adventista do Sétimo Dia na Polônia
  - Igreja em Sandomierz[32]

Restauracionismo
- Testemunhas de Jeová:
  - Igreja de Sandomierz (incluindo grupo de língua russa) (Salão do Reino, rua Milberta, 15)

## Infraestrutura

### Transporte

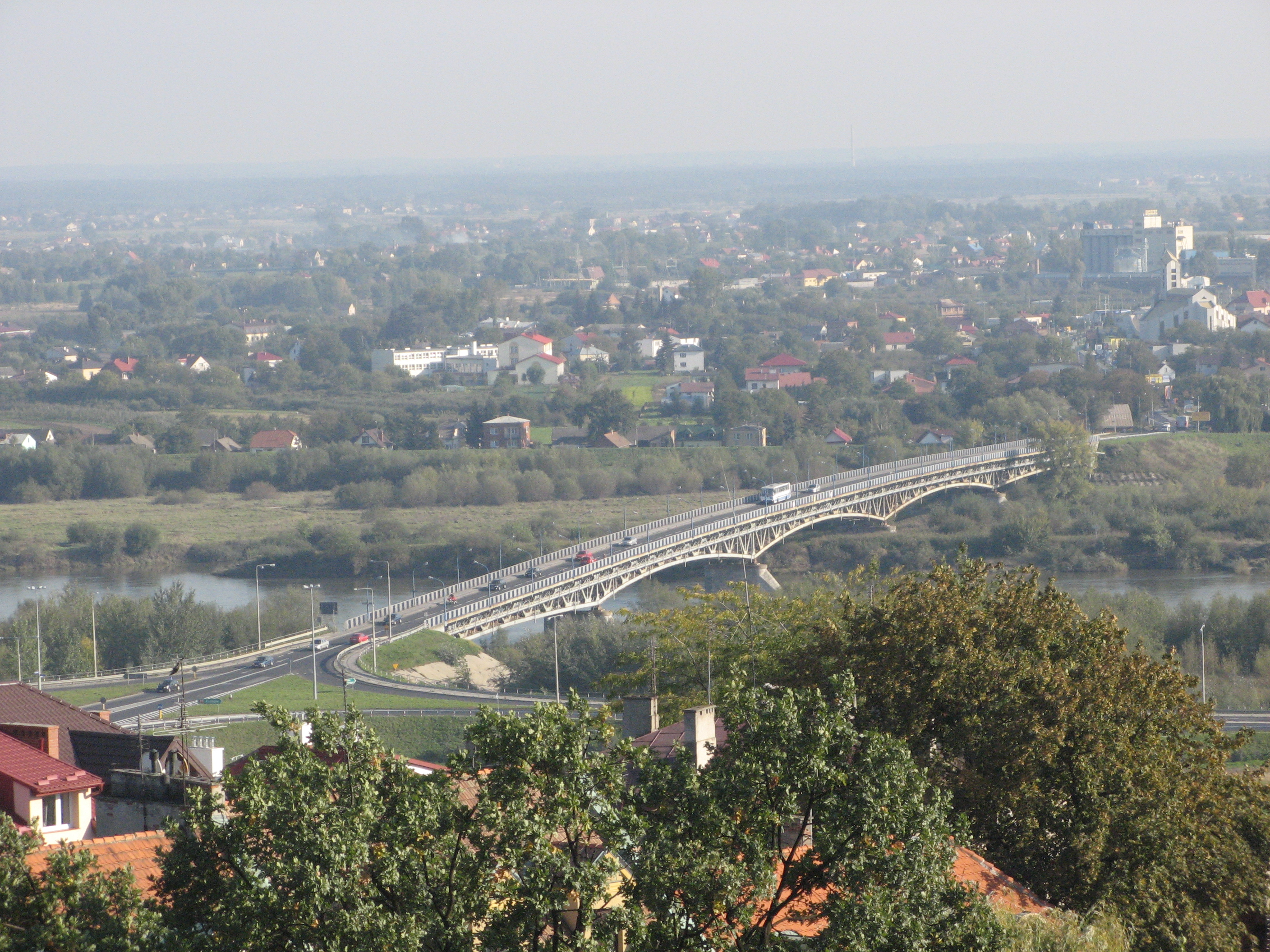
Ponte rodoviária em Sandomierz (antiga)

- Estrada nacional n.º 77: Lipnik – Sandomierz – Nisko – Jarosław – Przemyśl
- Estrada nacional n.º 79: Varsóvia – Sandomierz – Cracóvia – Katowice – Bytom
- Estrada provincial n.º 723: Sandomierz – Tarnobrzeg
- Estrada provincial n.º 777: Sandomierz – Zawichost – Maruszów

Sandomierz é uma estação ferroviária de entroncamento. Os trilhos para Skarżysko-Kamienna, Stalowa Wola-Rozwadów e Tarnobrzeg convergem para lá. Costumava ser uma estação importante, com inúmeros trens de passageiros que iam para essas três cidades, bem como para Przeworsk. Hoje, o tráfego de carga e de passageiros é mantido. Ocasionalmente, aparecem trens turísticos especiais. A estação ferroviária em Sandomierz está localizada na margem direita da cidade, perto do cruzamento das estradas para Nisko (DK77) e para Tarnobrzeg (DW723). Desde dezembro de 2011, um trem TLK entre Przemyśl e Skarżysko-Kamienna passa por Sandomierz, combinado ainda com o TLK Zakopane — Gdynia Główna e o TLK Skarżysko-Kamienna — Przemyśl.

### Transporte público
O transporte público em Sandomierz é servido pela Zakład Komunikacji Miejskiej em 5 linhas com as seguintes rotas:
- 1 11 Listopada (estação de ônibus) — Kochanowskiego — Asnyka — Maciejowskiego — Cieśli — Armii Krajowej — Koseły — Mickiewicza — Zawichojska — Lubelska — Długa — Dobkiewicza (Hospital).
- 2 (alguns percursos: Mokoszyn Pętla/Kamień Łukawski — Lubelska — Długa) — Dobkiewicza (Hospital) — Kwiatkowskiego — Ożarowska — Mickiewicza — Armii Krajowej — Koseły — Mickiewicza — Zawichojska — Żwirki i Wigury — Lwowska — Portowa — Torowa — Huta Szkła (nos dias de descanso, percursos de Huta Szkła entre 10:45 e 18:00 via Cemitério Krukowski).
- 3 Lwowska (Estação de trem) — Mickiewicza (Portão Opatowska) (funciona apenas durante a estação turística).
- 4 Ożarowska (Chwałki) — Mickiewicza — Armii Krajowej — Koseły — Mickiewicza — Zawichojska — Żwirki i Wigury — Powiśle — Flisaków — Lwowska (estação de trem PKP) — Trześniowska — Wielowiejska.
- 5 11 Listopada (estação de ônibus) — Kochanowskiego — Asnyka — Maciejowskiego — Cieśli — Armii Krajowej — Koseły — Mickiewicza — Zawichojska — Dobkiewicza — Długa — Lubelska — Mokoszyn Pętla/Kamień Łukawski (circula aos sábados, domingos e feriados)

A frota de ônibus da ZKM atualmente (18 de janeiro de 2024) consiste em 12 ônibus: 5 Autosan Sancity M09LE.01.1 (#15–21, ano 2012), Autosan Sancity M09LE (#20, ano 2017) e 6 Solaris Urbino 8.9 LE (#22–27, ano 2022).

## Monumentos históricos
Sandomierz tem um número significativo de monumentos históricos, com a Cidade Velha formando um complexo histórico urbano, arquitetônico e paisagístico.

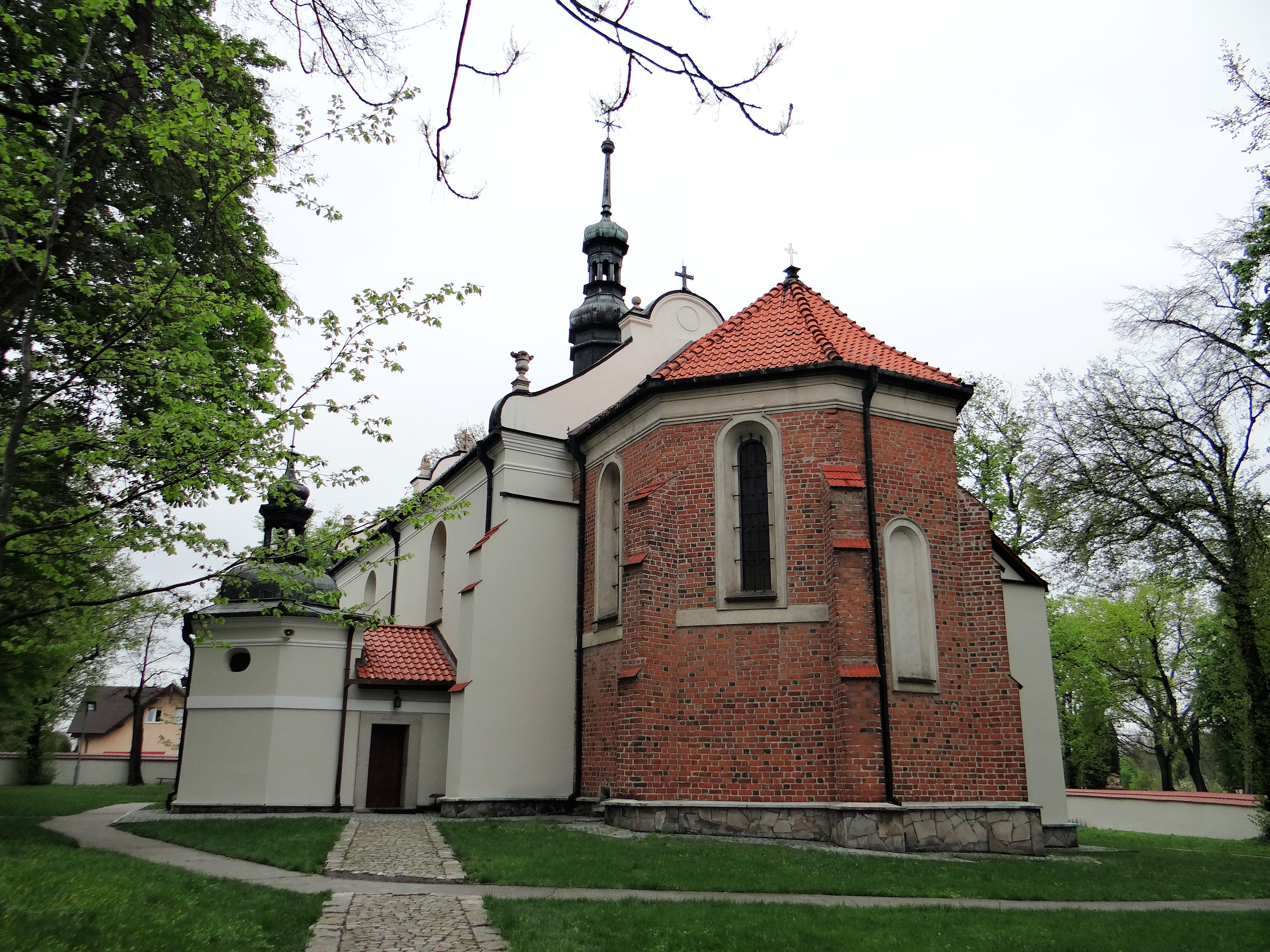
Igreja da Conversão de São Paulo

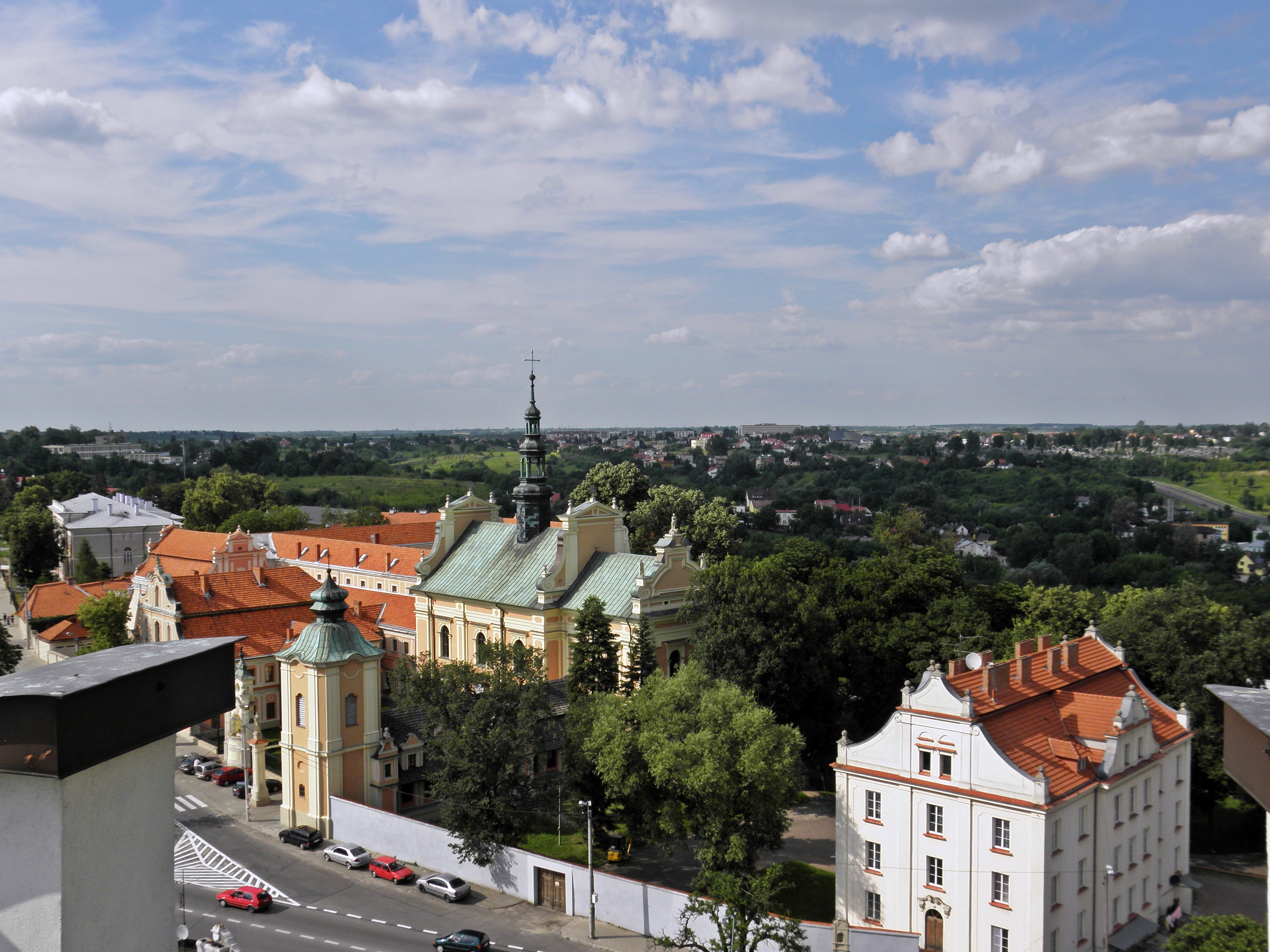
Igreja de São Miguel Arcanjo e Seminário Superior no antigo complexo do convento beneditino

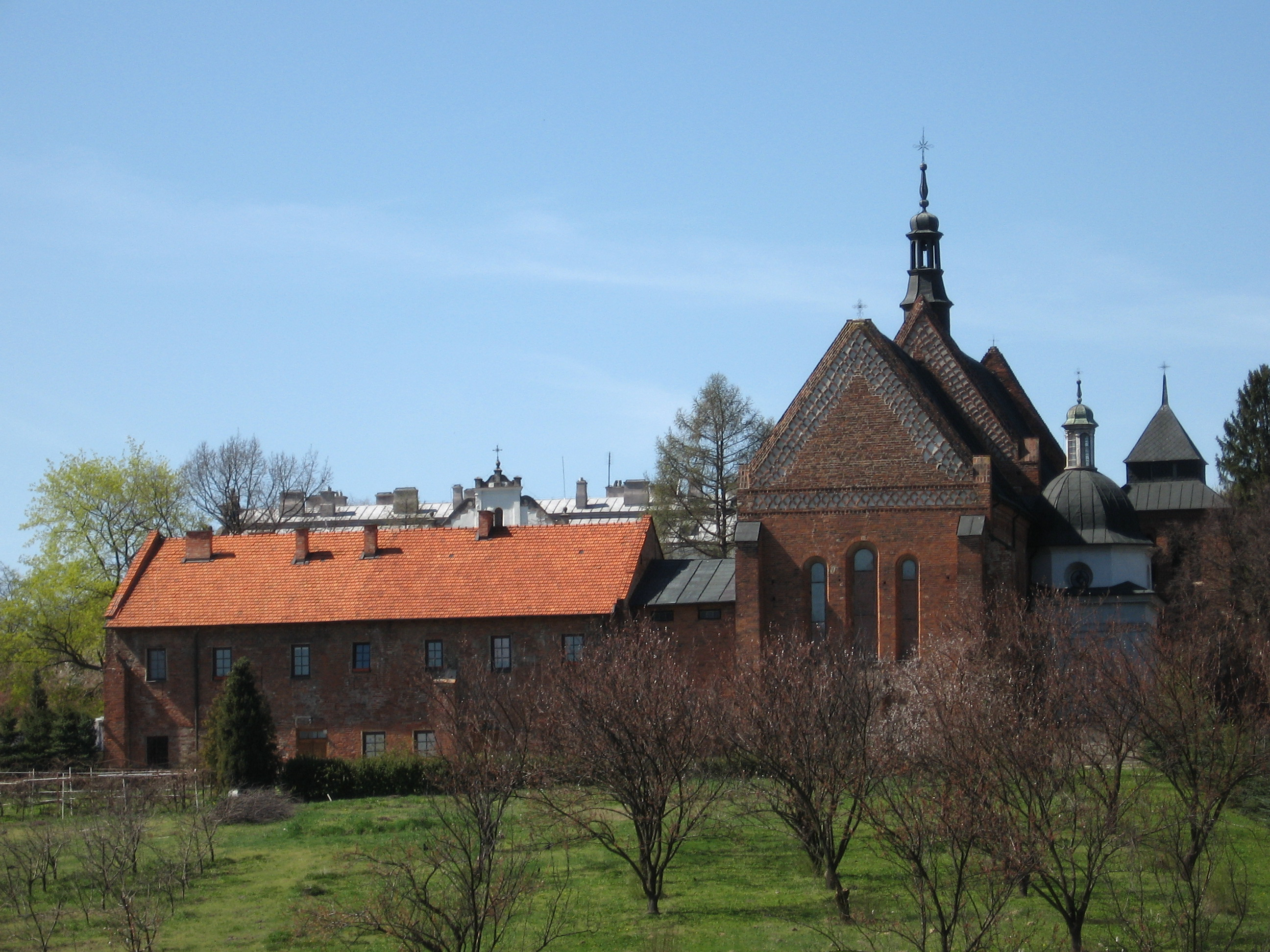
Igreja românica de Santiago Maior, de 1226

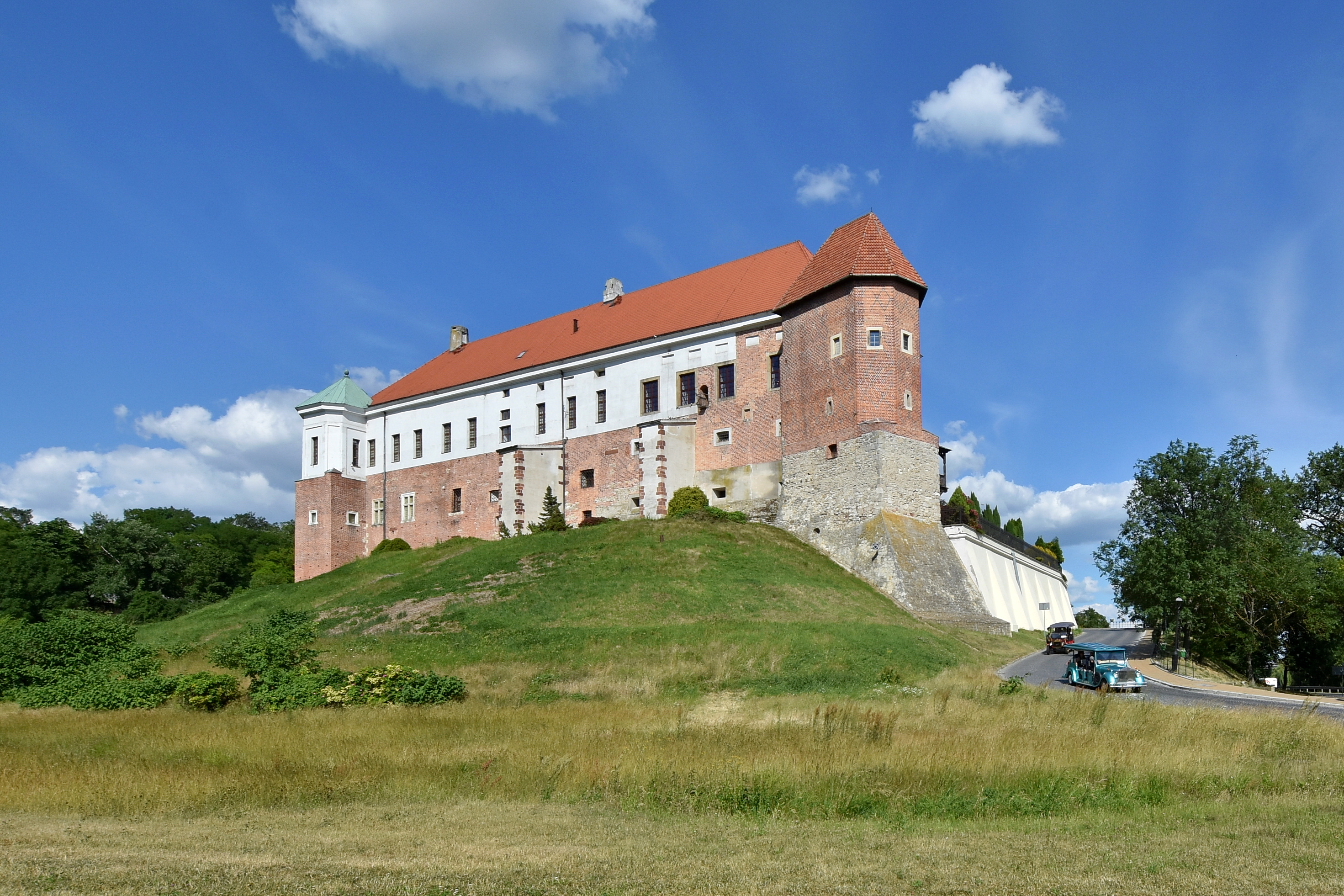
Castelo Real — agora o Museu do Distrito (2013)

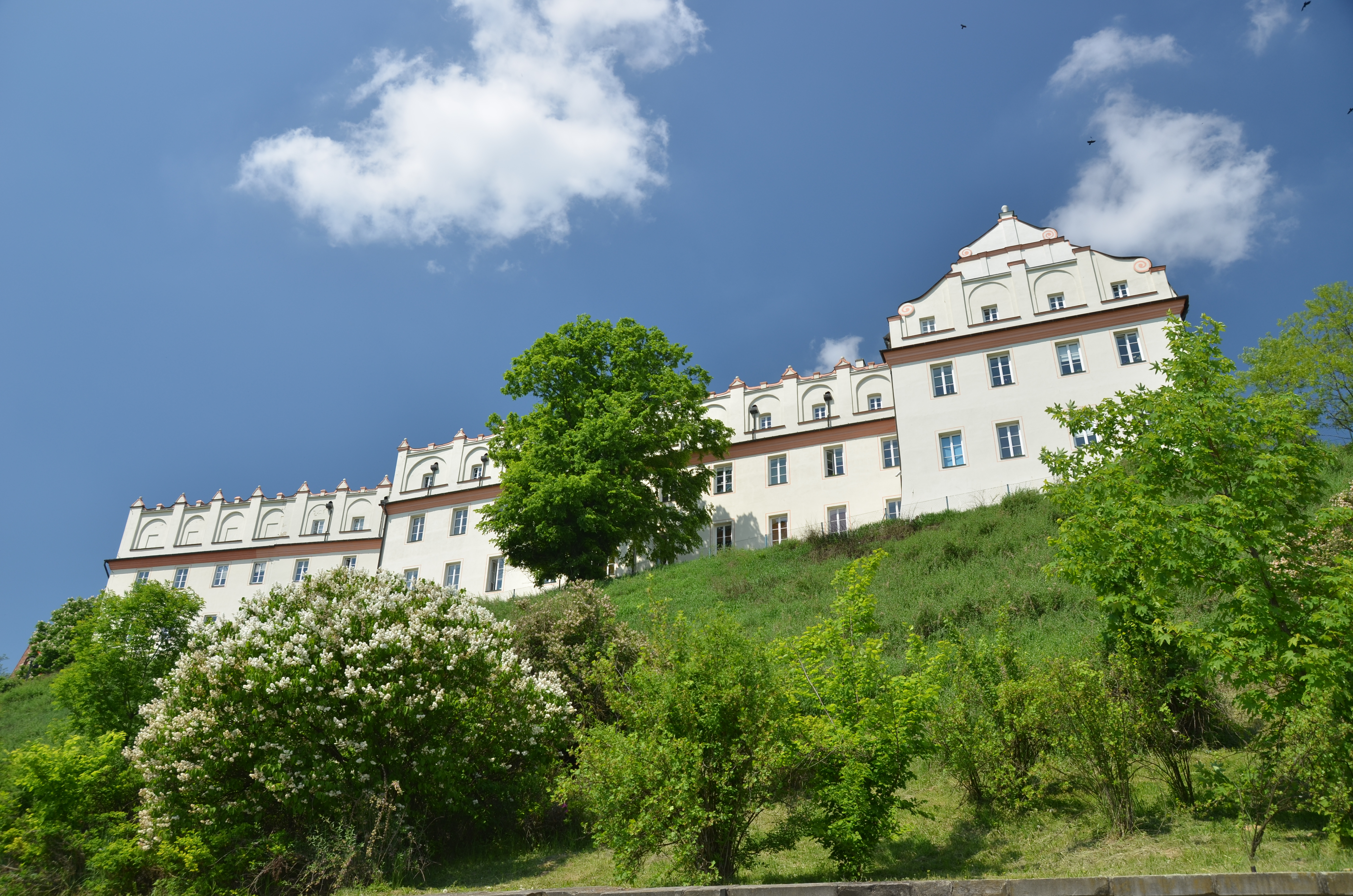
Collegium Gostomianum — uma faculdade jesuíta de 1602

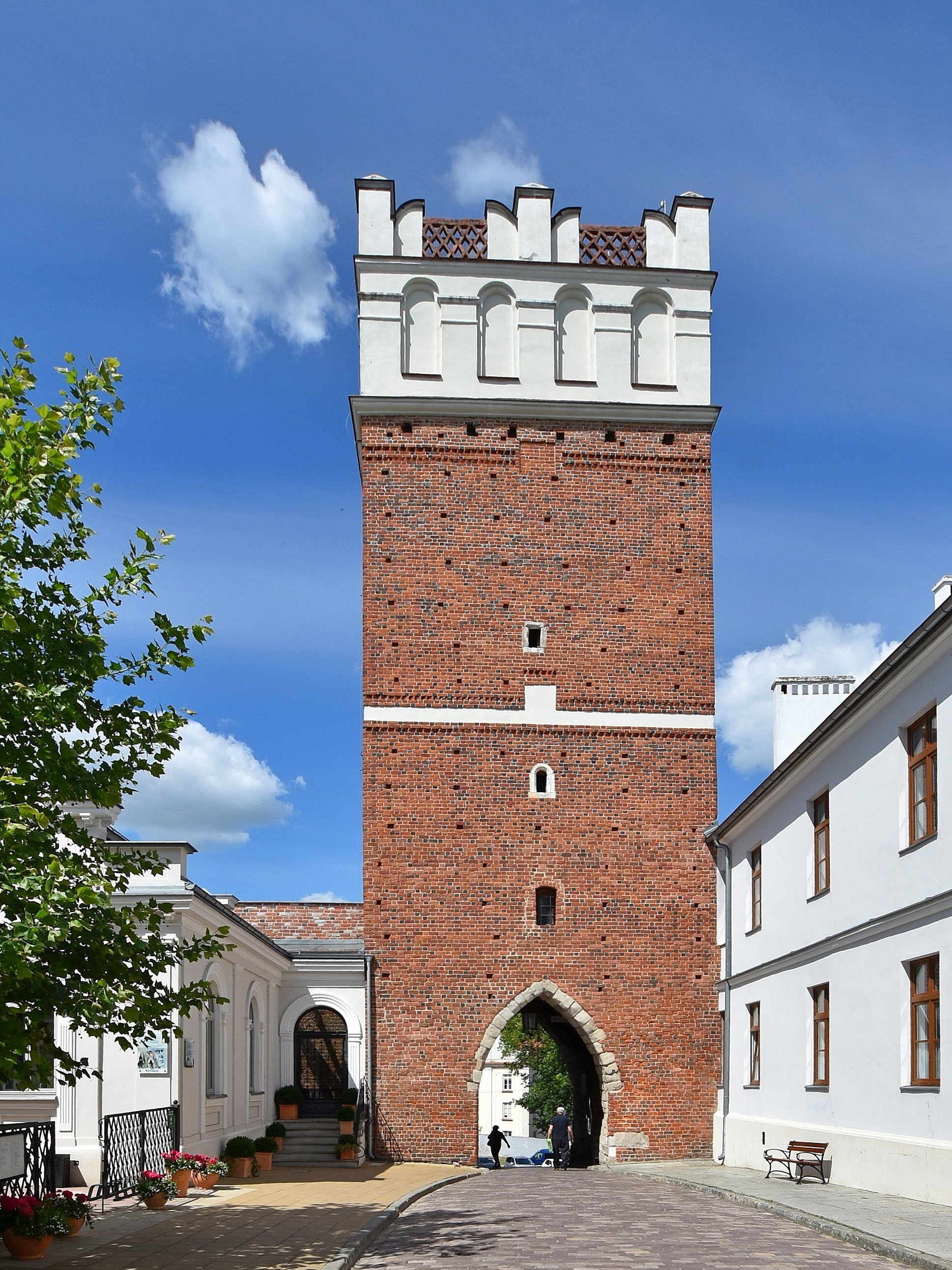
Portão Opatowska

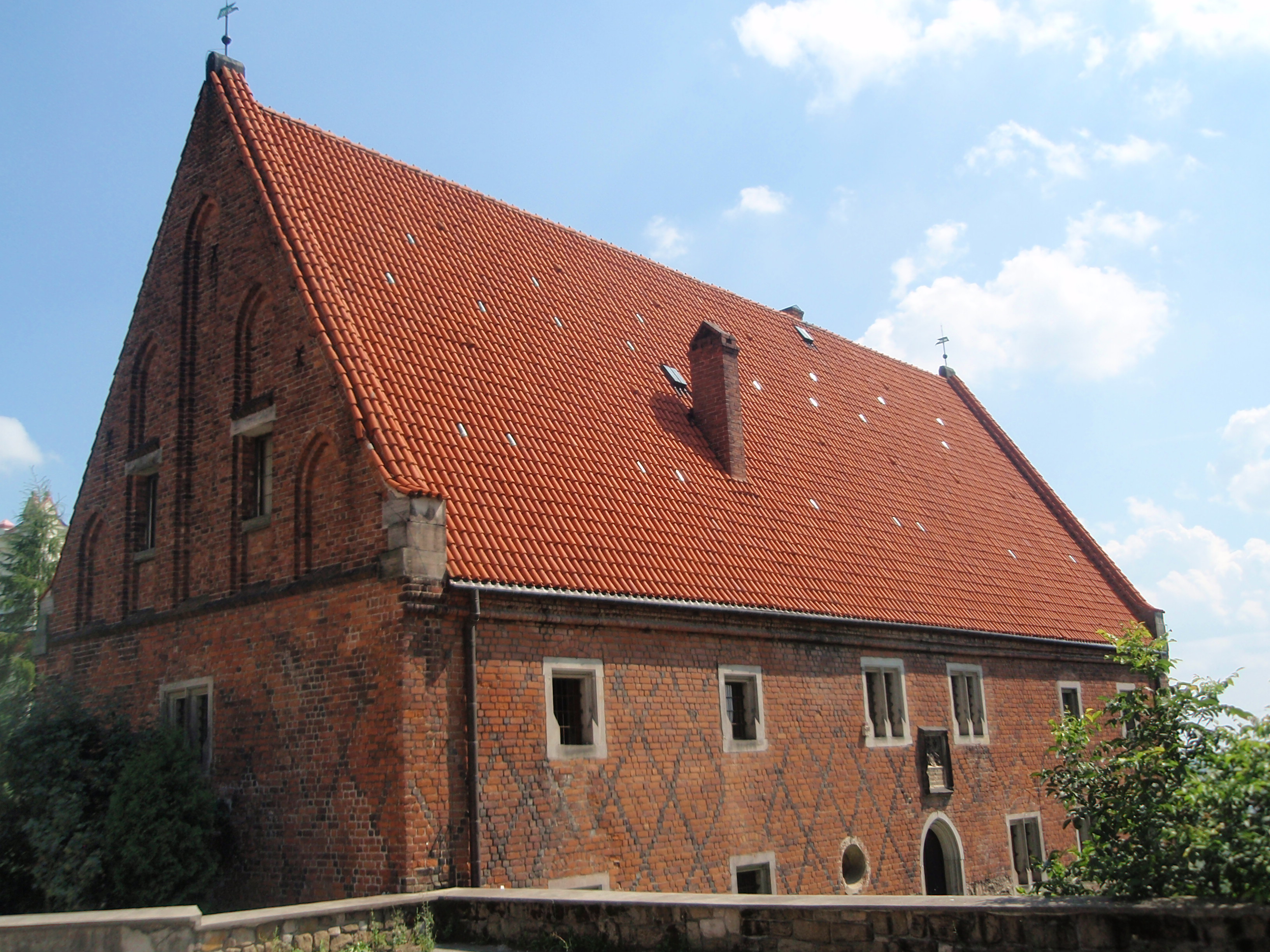
Casa Długosz — atualmente Museu Diocesano

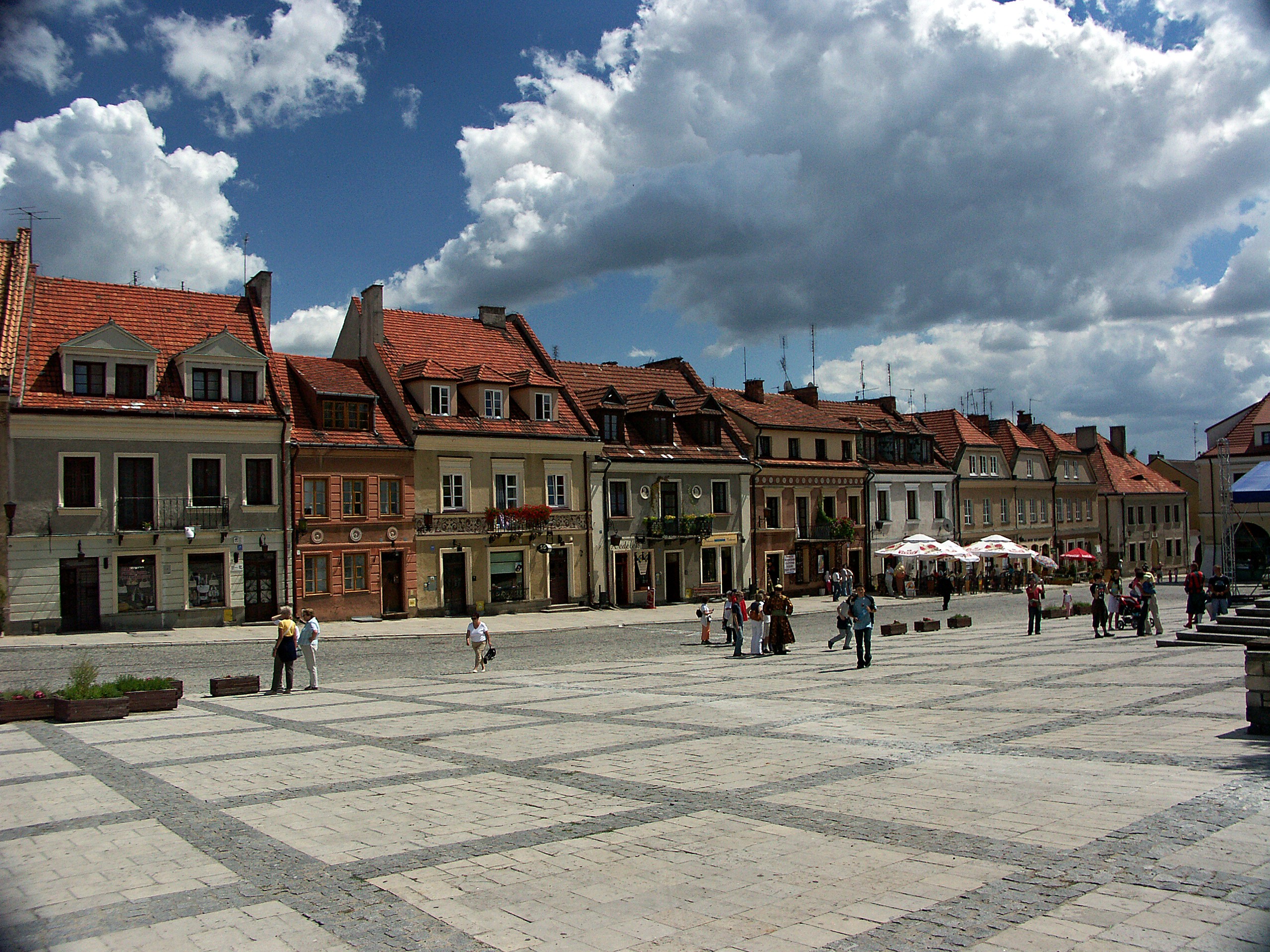
Casas geminadas na praça do Mercado Velho

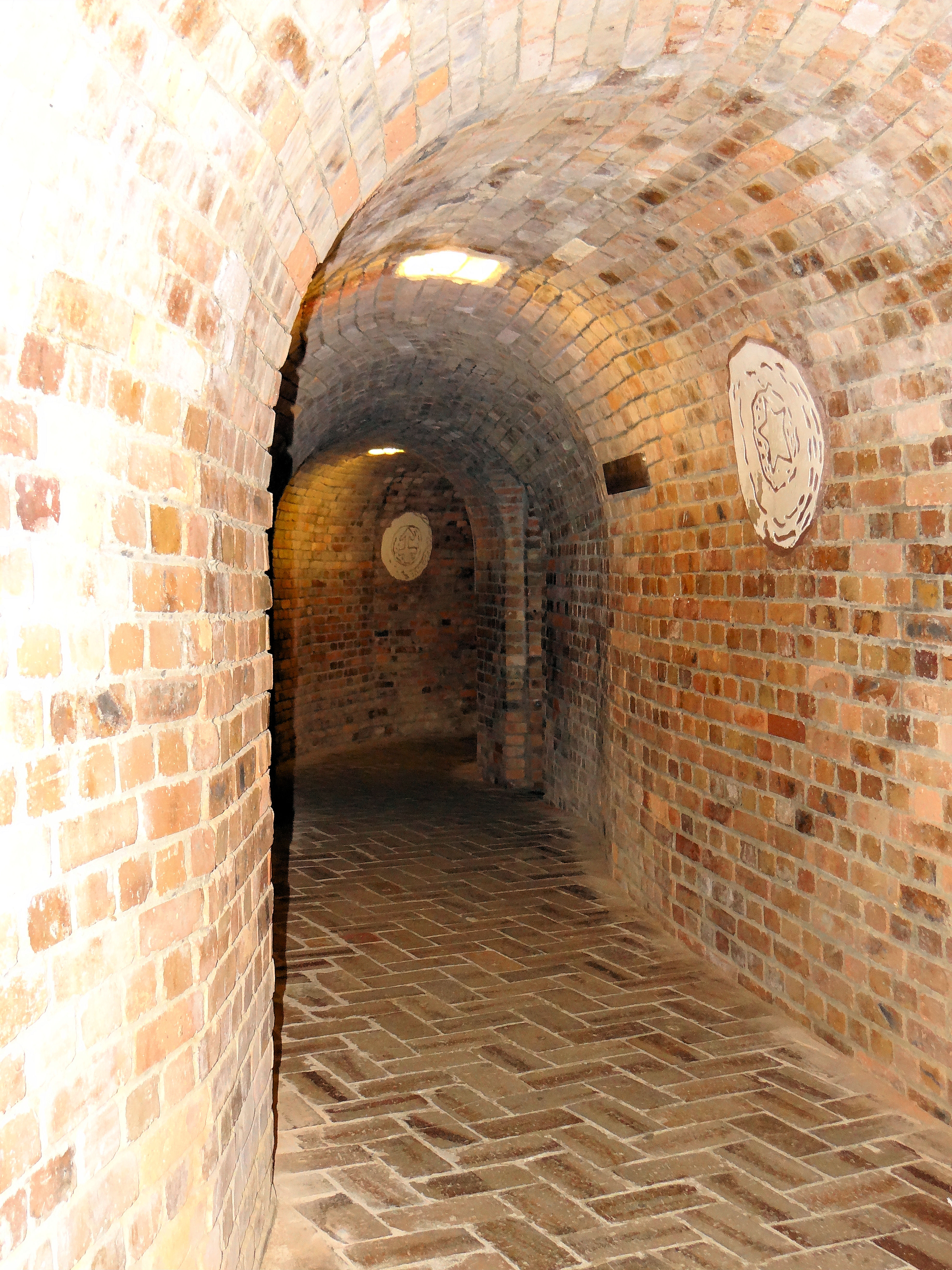
Túneis da rota turística subterrânea a uma profundidade de 4 a 12 m abaixo do nível das ruas da cidade

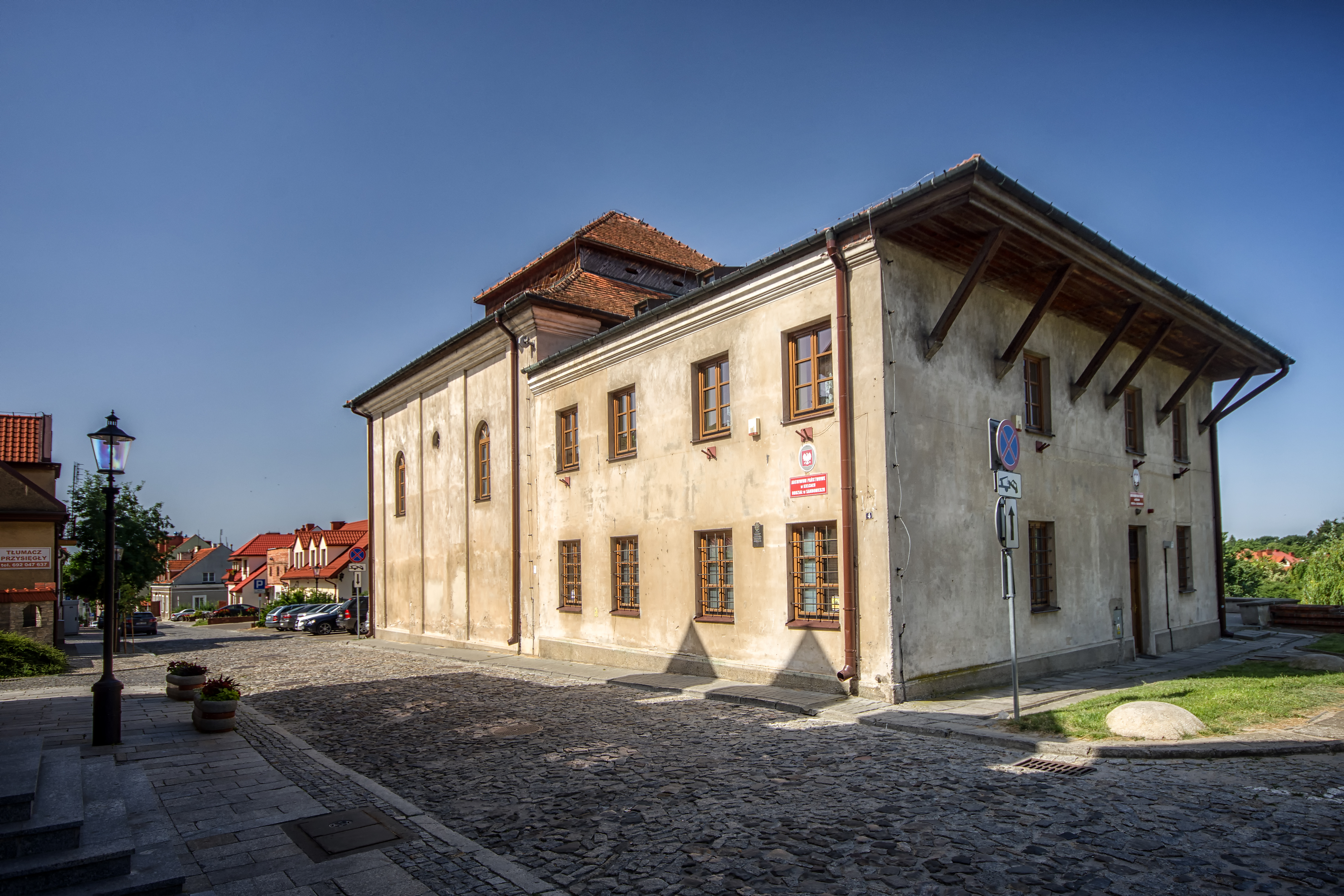
Sinagoga do século XVIII

- Complexo urbano-arquitetônico e paisagístico, séculos XIII a XIX,
- Catedral Basílica da Natividade da Bem-Aventurada Virgem Maria — uma igreja-salão gótica do século XIV, coberta com abóbadas com nervuras cruzadas, com policromias preservadas de 1421 em seu interior
  - Torre do sino, século XVIII
  - Muro de tijolos e concreto reforçado, segunda metade do século XIX
- Complexo da igreja paroquial de São Paulo, rua Staromiejska, da primeira metade do século XV, século XVIII
  - Igreja da Conversão de São Paulo
  - Torre do sino
  - Muro com portão
  - Casa paroquial, de madeira (não mais existente)
- Sinagoga com a casa da comunidade judaica, atualmente o Arquivo, rua Basztowa
- Complexo do mosteiro das freiras beneditinas, atualmente o Seminário, rua Żeromskiego, segunda metade do século XVII-XVIII
  - Igreja de São Miguel Arcanjo
  - Mosteiro
  - Torre do sino
  - Portaria do mosteiro
- Casa do capelão
  - Púlpito
  - Jardim
  - Muro do terreno do mosteiro
  - Seminário inferior
- Complexo do mosteiro dominicano, rua Staromiejska, segundo quarto do século XIII, século XVII, 1909

Igreja de Santiago Maior — uma igreja dominicana construída entre 1226 e 1250 (a própria igreja foi fundada antes de 1211), a partir da fundação de Iwo Odrowąż. Uma basílica de três naves com um portal de tijolos do românico tardio.
- - Torre do sino
  - Ala do mosteiro
- Complexo hospitalar, rua Opatowska, 10, séculos XV a XIX
  - Igreja do Espírito Santo,
  - Dois edifícios hospitalares
- Complexo do mosteiro dos franciscanos reformados de estrita observância, praça Santo Adalberto, 1679–1690, séculos XVIII e XIX
  - Igreja de São José
  - Mosteiro
  - Muralha com capelas da Paixão de Cristo e portaria
  - Jardim do mosteiro
  - Muro do complexo
- Colégio jesuíta Collegium Gostomianum, rua Długosza, 7, 1605–1615, século XIX — uma das mais antigas escolas secundárias da Polônia, a ala mais antiga foi construída em 1602. O colégio jesuíta original funcionou até a dissolução da ordem em 1773. Desde então, tem funcionado como uma escola secular
- Castelo real, século XIV, 1480, 1520, século XIX — destruído durante o Dilúvio Sueco em 1656, a ala oeste preservada
- Cemitério da “catedral”, rua Mickiewicza, séculos XIX e XX,
- Cemitério paroquial de São Paulo, rua Staromiejska, século XIX
- Cemitério judeu, rua Sucha
- Cemitério de guerra dos soldados do exército soviético, rua Mickiewicza, 1944
- Vala comum de soldados austríacos de 1914, rua Leszka Czarnego
- Restos de muralhas de fortificação, primeira metade do século XIV
- Portão Opatowska — um portão gótico para a cidade da segunda metade do século XIV, reconstruído no século XVI, coroado com um ático renascentista. Fundado pelo rei Casimiro, o Grande, é o único portão sobrevivente. Havia quatro portões nas muralhas defensivas que levavam a Sandomierz: Opatowska, Zawichojska, Lubelska, Krakowska e dois portões (um deles — Dominikanska, chamado de Orelha da Agulha — sobreviveu)
- Prefeitura — gótica, de meados do século XIV, construída em um plano quadrado com uma torre octogonal. No século XVI, foi ampliada (em planta para um retângulo) e o conjunto foi coroado com um ático renascentista. A torre que existe hoje foi erguida no século XVII. Ao redor da praça do Mercado Velho, há casas geminadas (arquitetura) renascentistas preservadas. Em 2006, o Banco Nacional da Polônia emitiu uma moeda de colecionador de 2 złotys com uma imagem da prefeitura
- Casa senhorial, rua Browarna, 9, de madeira, século XVIII/XIX,
- Casa senhorial Cyprian Strużyński — um complexo de casas senhoriais na rua Zawichojska, 2, construído em 1861 para Matylda e Cyprian Strużyński, agora um hotel após extensa reforma [42].
- Mansão “Casa Długosz”, datada de 1476, século XVII, 1934 ( rua Długosz, 9). O edifício foi erguido a partir da fundação de Jan Długosz em 1476, e agora abriga o Museu Diocesano
- Sufragânea, rua Katedralna, 1, 1792, depois de 1968
- Vicariato, rua Katedralna, 3, 1747–1760, século XIX, depois de 1968
- Casa senhorial, rua Królowej Jadwigi, 3, de madeira, 1.ª metade do século XIX
- Casa, rua Mariacka, 3
- Casa de padres aposentados, rua Mariacka, 9, 1700–1724, século XIX
- Canônia, rua Mariacka, 10, século XVIII, após 1968
- “Lar Católico”, rua Mariacka, 16,
- Antiga escola paroquial, rua Mariacka, 18, 1787, depois de 1968
- Casa, rua Opatowska, 1
- Casa, rua Opatowska, 8
- Casa, rua Opatowska, 9, século XVIII
- Casa, rua Opatowska 21
- Casa, praça Poniatowskiego, 1, séculos XV a XVIII
- Mosteiro dominicano, atual Prefeitura, praça Poniatowskiego, 3, séculos XVII a XIX
- Casa, praça principal 3,
- Casa, praça principal 4
- Convento de Bobolów, praça principal 5, séculos XV-XVII-XIX
- Casa, praça principal 6, meados do século XIX, século XX
- Casa, praça principal 7, meados do século XIX, século XX
- Casa, praça principal 8, meados do século XIX
- Casa, praça principal 9, século XVII, século XIX, século XX
- Edifício da família Oleśnicki, praça principal 10, virada dos séculos XVI e XVII (no edifício, a entrada para a rota turística subterrânea “Masmorras de Sandomierz” — veja abaixo).
- Rota turística subterrânea “Masmorras de Sandomierz”
- Guarita, praça principal 12, meados do século XIX
- Casa, praça principal 15, segundo quarto do século XIX
- Casa, praça principal 20, séculos XVII e XIX
- Casa, praça principal 22, séculos XVII, XVIII e XX
- Casa grega Kojszor, praça principal 23, séculos XVI / XVII, XIX-XX
- Casa húngara Lazarczyk, praça principal 27, séculos XVI/XVII, XIX-XX
- Casa, praça principal 30, século XVIII, pós-1967
- Casa, praça principal 31, séculos XVII-XVIII, segunda metade do século XIX, 1969
- Casa senhorial, rua Swietopawelska, 4, madeira, século XIX
- Casa, rua Tkacka, 2, 1886
- Casa senhorial, rua Zawichojska, 2
- Casa, rua Żeromskiego, 9, 1914
- Celeiro, reconstruído no século XX, datado de 1696, construído para a Basílica da Catedral (rua Rybitwy, 5)
- Antigo prédio do quartel da Guarda de Fronteira de Sandomierz
- Farol de Chocim na rua Lubelska
- Farol de Chocim na rua Zawichojska

## Edifícios históricos sem manutenção
- Portão Krakowska
- Portão Lubelska (Pescador)
- Portão Zawichost do século XVI. Consistia em uma barbacã semicircular e uma passagem perfurada na torre retangular preexistente. Demolido no século XIX
- Antigo cemitério judaico
- Portão dominicano na parte oeste da cidade
- Muralhas de 1700 metros de comprimento com torres
- Igreja de Santa Maria Madalena
- Igreja de São Pedro
- Igreja de São João
- Igreja de Santo Adalberto

## Turismo
Sandomierz é o ponto de partida da  ciclovia amarela que leva a Opatów e da  ciclovia verde que leva a Ujazd. A  trilha de caminhada vermelha de Gołoszyce para Piotrowice passa pela cidade, e começa a  trilha de caminhada amarela para Leżajsk.
- Desfiladeiro da Santa Rainha Edviges — lavado pelas águas em depósitos de loesse. Nos penhascos há vegetação de estepe, incluindo cerejeira-anã
- Montanhas Pieprzowe - uma reserva geológica e natural foi criada nas colinas em 1980. As montanhas são formadas por xisto cambriano, erguido há 500 milhões de anos.

Sandomierz é o ponto de partida do Caminho de Santiago da Pequena Polônia, que leva à Cracóvia e, quando combinado com outras rotas, conduz a uma rota compacta para Santiago de Compostela. No futuro, Sandomierz também será a última parada do Caminho de Santiago de Lublin. A Trilha da Arquitetura de Madeira, a etapa Tarnobrzeg-Nizan, também começa e termina em Sandomierz. A trilha Cisterciense também passa por Sandomierz.
A série Padre Matthew e várias campanhas promocionais resultaram em um aumento repentino do interesse pela cidade. Padre Mateus é uma série policial popular transmitida pela TVP1 desde 2008.
O Parque Piszczele de Sandomierz tem uma subida mecânica de 60 metros de comprimento.
Um dos destaques é a rota turística subterrânea de Sandomierz, que atrai cada vez mais turistas. Também são organizados passeios noturnos.

Sandomierz
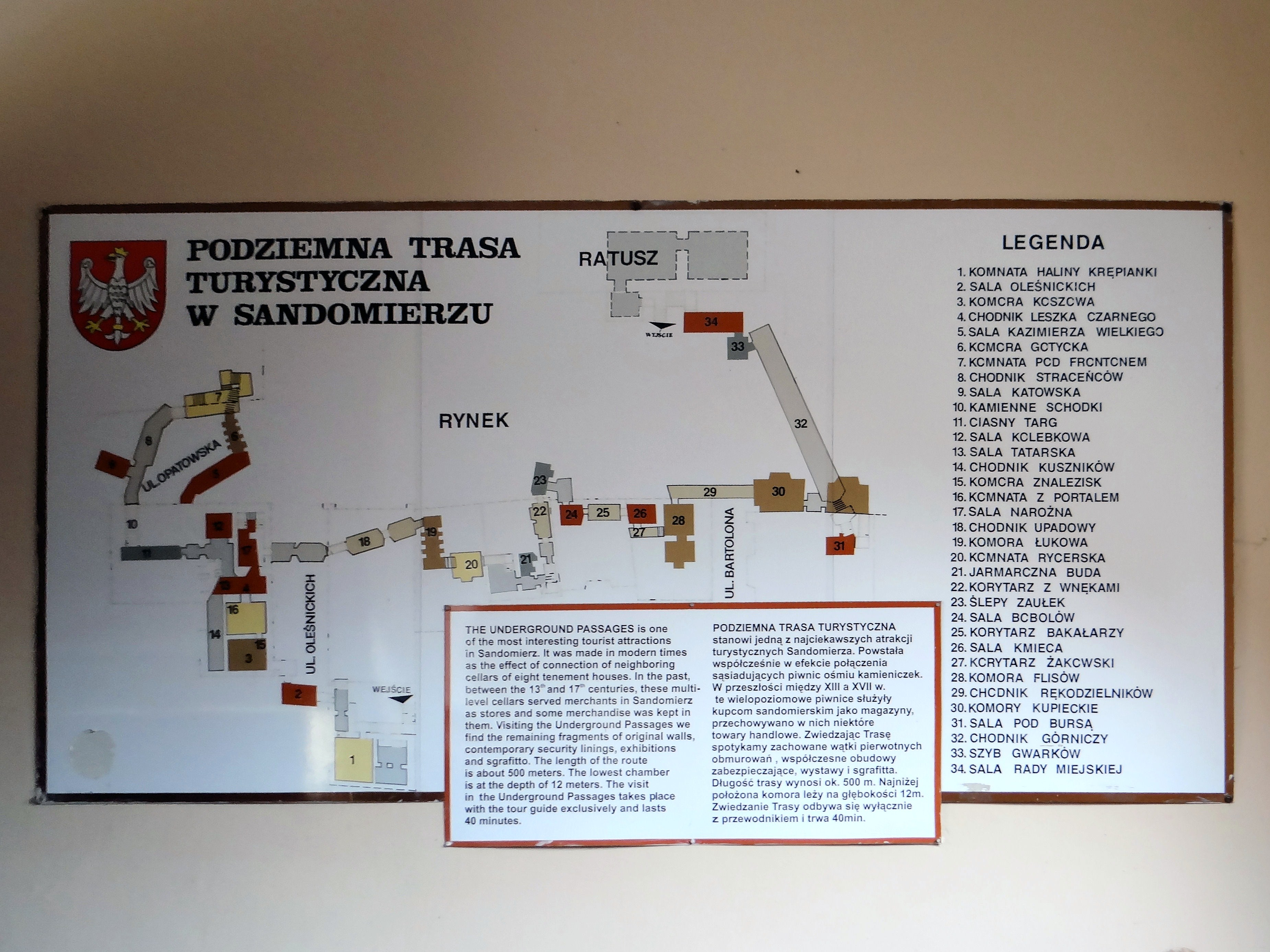
Planta da rota turística subterrânea
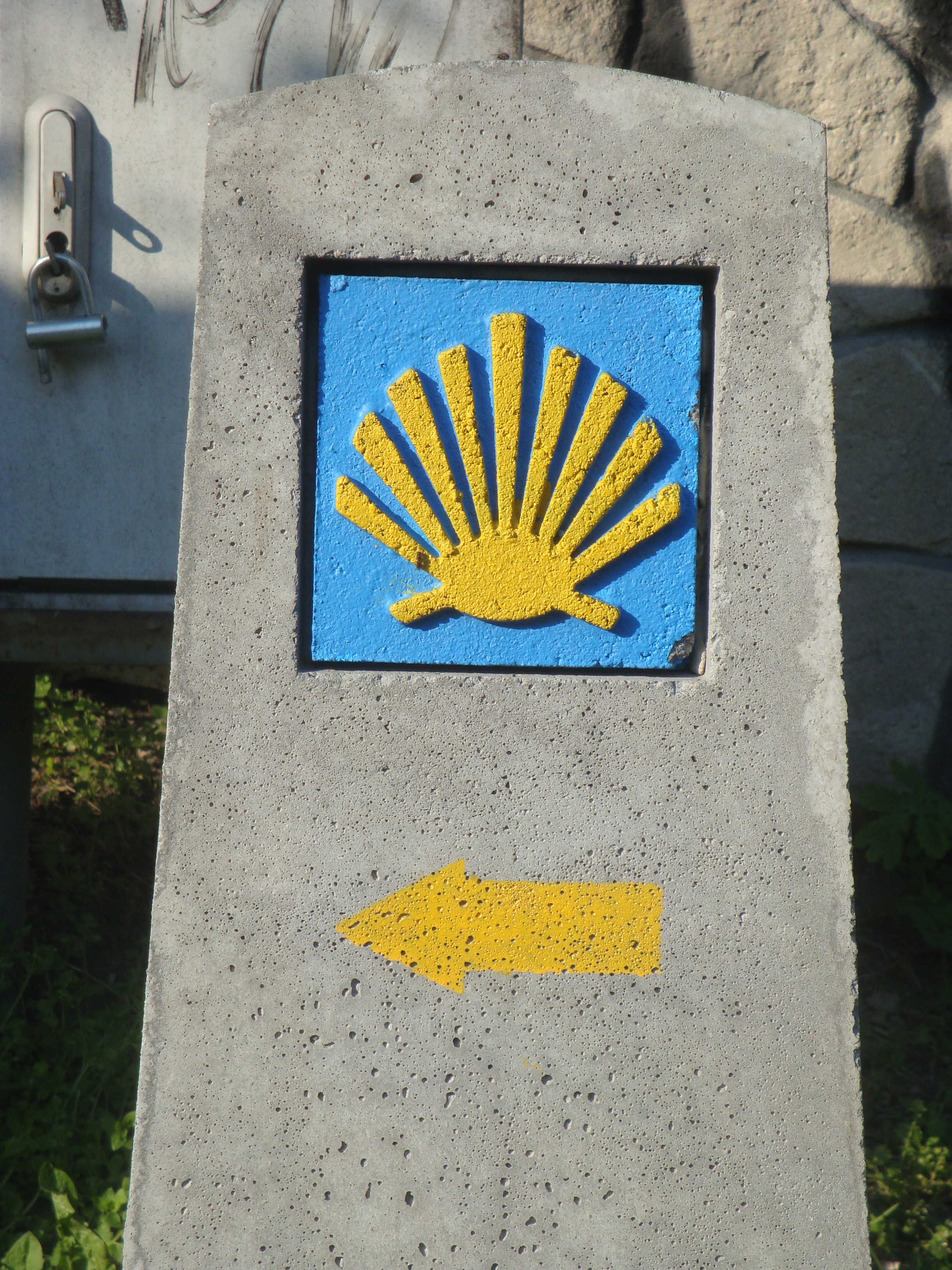
Início do Caminho de Santiago da Pequena Polônia, igreja de Santiago Maior
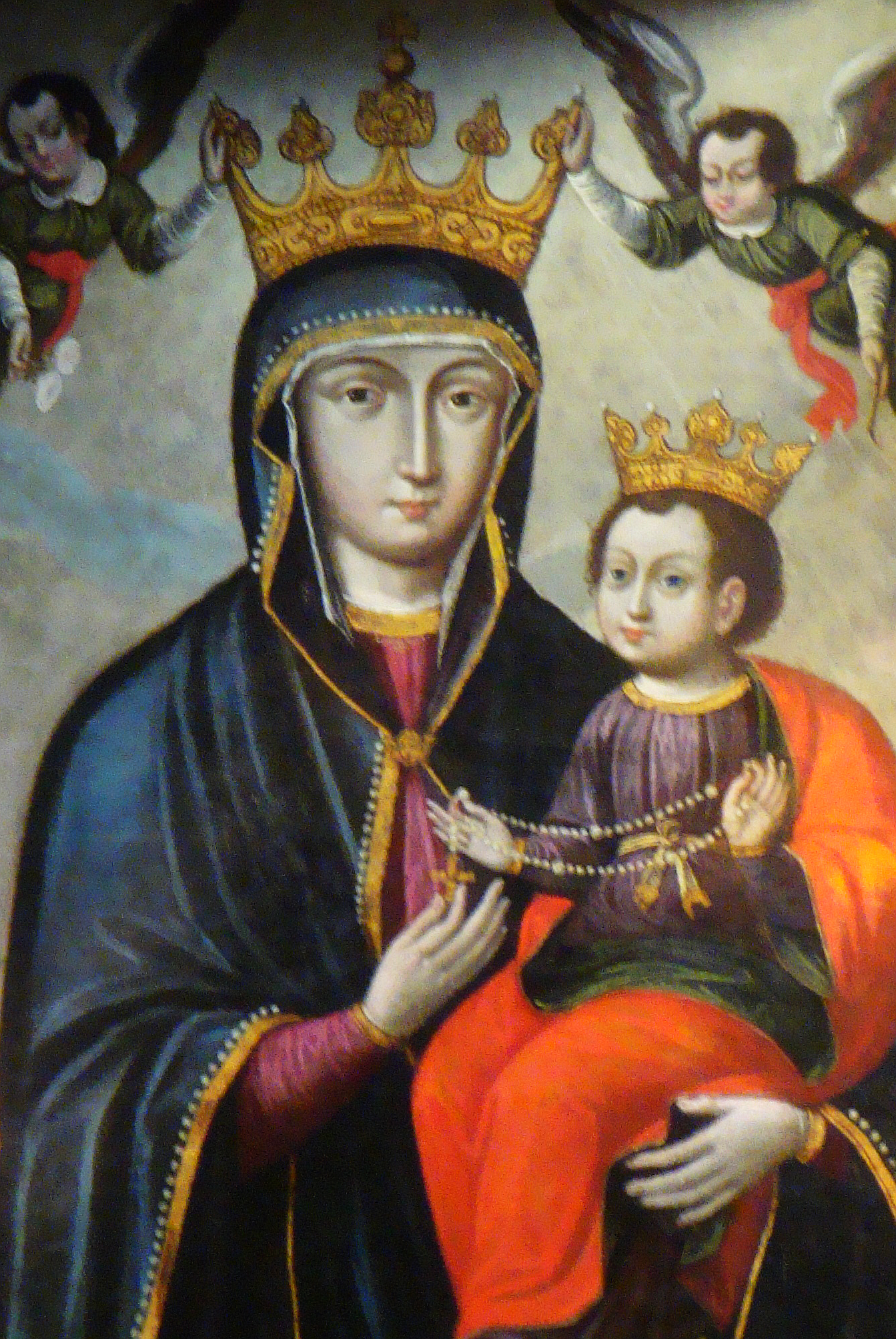
Nossa Senhora do Rosário da igreja de Santiago Maior
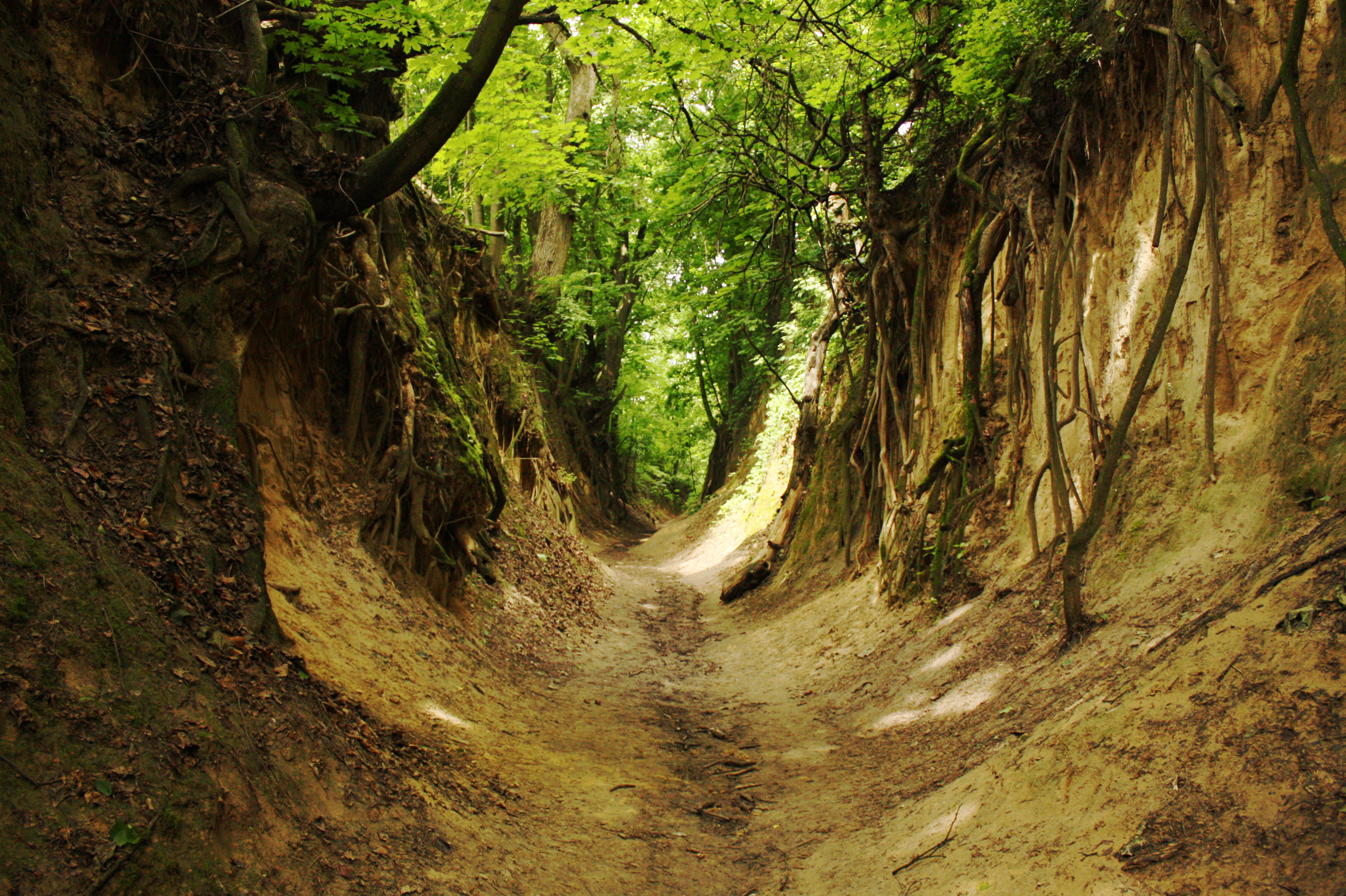
Desfiladeiro da Rainha Edviges
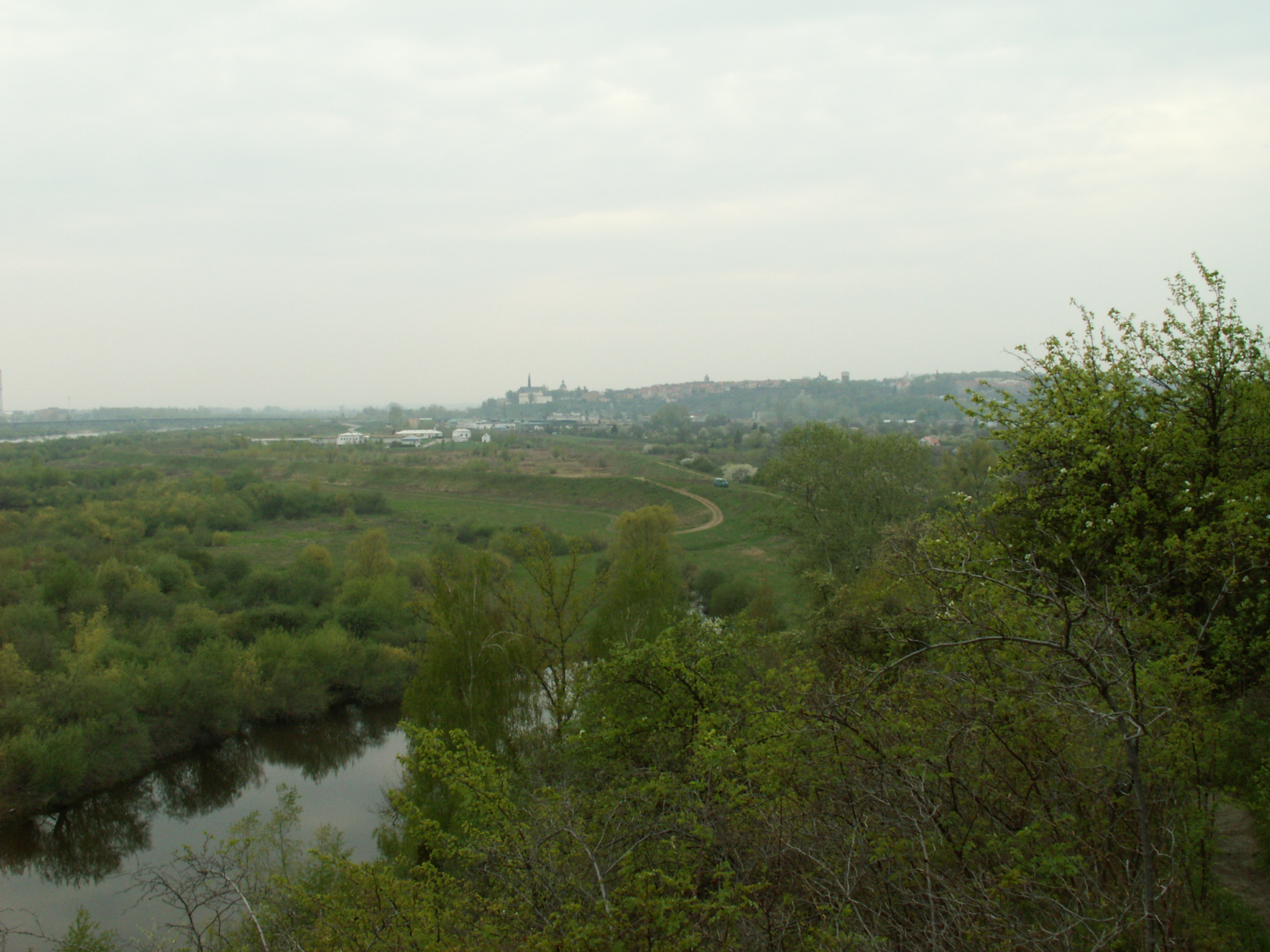
Panorama da cidade e das montanhas Pieprzowe
Brasão de armas da Ordem Cisterciense, fortemente ligada à região de Sandomierz
Símbolo da Rota da Arquitetura em Madeira

## Esportes
O primeiro clube esportivo de Sandomierz foi o Wisła Sandomierz, fundado em 1925. Ao longo dos anos, ele administrou várias seções, incluindo atletismo, vôlei e basquete. Atualmente, apenas o time de futebol está ativo. Um ex-aluno do SPR Wisła Sandomierz — o time de handebol — é Karol Bielecki, um representante da Polônia, que se formou no Gimnazjum n.º 2, Regimento de Infantaria da Legião em Sandomierz. Há também, entre outros, o Clube de Tênis de Mesa “Sandomierz”, o Clube de Caratê “Kyokushin” de Sandomierz e a Associação de Esportes de Força.
Em 2009, foi inaugurado um Estádio Municipal de Esportes na cidade, que inclui um campo multifuncional, um complexo de atletismo e quadras de tênis. Em 11 de outubro de 2009, o estádio sediou a partida da equipe de futebol sub-23 entre Polônia e Portugal, que terminou em um empate sem gols. Sandomierz também tem o complexo de piscinas cobertas “Onda Azul” (uma piscina esportiva superior com dimensões de 25 × 12,5 m, profundidade de 1,40 a 1,80 m e um salão para 100 pessoas; uma piscina de lazer inferior de 12 × 6 m, com 0,8 a 1,2 m de profundidade, iluminada por baixo d'água, equipada com hidromassagem, guarda-chuva aquático, gêiseres de ar e um pequeno escorregador com piscina infantil; um escorregador de 60 m de comprimento; uma jacuzzi; uma pista de boliche; uma sauna; um solário; uma sala de massagem; uma academia) e uma piscina de verão e um salão de esportes e entretenimento.

## SériePadre Mateusz''
A série policial polonesa Padre Mateusz, equivalente à série italiana Don Matteo, é filmada na Cidade Velha de Sandomierz. Uma equipe de TV vem a Sandomierz no verão e no inverno para filmar a série. A palavra Sandomierz aparece muitas vezes na série. O papel principal do Padre Mateusz Żmigrodzki é interpretado por Artur Żmijewski. A equipe de TV filmou episódios individuais fora de Sandomierz, inclusive em Opatów, Kielce, Ćmielów, Busko-Zdrój e Chęciny. Em Sandomierz há um museu — um gabinete de figuras de cera dos personagens ligados à série, e os interiores da série também foram reproduzidos lá: um vicariato ou uma delegacia de polícia.

## Literatura

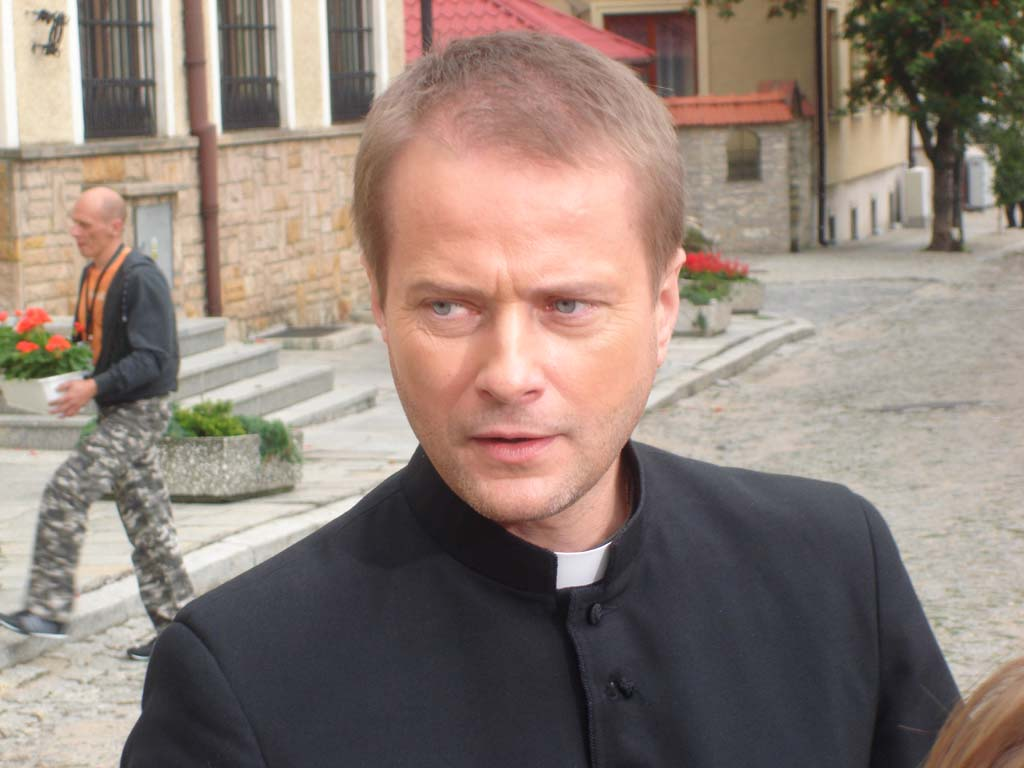
Artur Żmijewski em Sandomierz

Um dos primeiros romances em que Sandomierz apareceu foi o livro de aventuras para jovens “Cavaleiros da Grande Aventura”, de Wanda Polankiewicz, publicado em 1939. Sandomierz é o cenário do romance policial Ziarno prawdy (Um Grão de Verdade), publicado em 2012, a segunda parte da série sobre o promotor Teodor Szacki, escrita por Zygmunt Miłoszewski. Os eventos apresentados em Um Grão de Verdade ocorrem no início da primavera de 2009. Sandomierz e seus monumentos históricos são descritos pelo autor com grande atenção aos detalhes realistas. Zdzisław Pietrasik, no semanário Polityka, escreveu: “Um Grão de Verdade é uma obra de literatura policial decente, com uma intriga bem definida e personagens brilhantemente retratados. Mas há outra vantagem, sendo a descrição perspicaz de uma bela cidade cheia de segredos obscuros. Se algum dia eu for a Sandomierz, será com o livro de Miłoszewski em vez de um guia.” Por esse romance, Zygmunt Miłoszewski foi indicado para o prêmio Paszport „Polityki” de 2011.
As obras de Jarosław Iwaszkiewicz: Czerwone tarczcze [Escudos vermelhos] e Wiesław Myśliwski estão associadas a Sandomierz.